# アニメイト
株式会社アニメイト（英: animate Ltd.）は、アニメ・コミック・ゲーム関連商品の販売チェーン店。

## 概要
業界では日本国内最大手で、47都道府県に直営店舗を出店している。取り扱っているキャラクターグッズは各権利者のライセンスを通じ、グループ会社が独自で開発した商品が多く、一般的な玩具店などでは販売されていないものが多い。また、音楽映像ゲームソフト類の場合は、メーカーの初回特典にあわせて、独自の予約購入者向けの限定特典が付属されることが多く、宣伝ポスターを始め、メーカーと提携した奇抜なアイディアの特典もある。更に、主要都市の店舗では自社の主催で声優やアニメソング歌手などを招いたイベントを行うところもあり、これらのほとんどは関連商品を予約時もしくは購入時にもらえる参加券（もしくは参加抽選券）が必要となる。
書籍やCDを購入すると、そのサイズにあったコアデ製の透明カバーを1冊（または1枚）につき、1枚無料で配布される。ただし、雑誌などは配布されない。カバーは25枚1セット（一部のサイズは20枚1セット）で単独販売もしている。それらの相違点として、販売している製品にはロゴがないが、購入時に配布されるカバーにはコアデの意匠ロゴ及びプラマークが印刷されているというものがあったが、現在はどちらも無地となっている。
同人誌や同人ソフトも扱っているが、ほとんどが女性向け（やおい、ボーイズラブゲームなど）で占められており、とらのあなやメロンブックスなどの同人ショップと比べ、商品数は少ない。メロンブックスに委託される同人誌の一部の扱いはアニメイトが担当している。
民放のチャンネル数が少なく、テレビアニメを積極的に放映できない地域（福井県、宮崎県、沖縄県など）の店舗では、当該のローカル局で放映されなかったアニメの放映や宣伝の映像を流すことも行っている。
店舗において発売前の商品の予約時に商品の金額の一部もしくは全額を現金で支払う内金制度が存在する。予約する商品すべてが内金対象で、原則0円（無料）以上であるが、イベント参加に伴う予約、もしくは映像商品、および税抜10,000円以上の高額商品などにあらかじめ最低内金額（有料）が設定されている。内金の支払いは現金のみで、アニメイトポイント・クレジットカード・電子マネーは使用できない。

## 沿革
1983年にオープンした池袋店（現在の池袋本店）が第1号店である。当初はらしんばん池袋店が入居しているビルで営業していたが、2代目店舗となるビルに丸々入居する形で移転した。池袋駅前に3代目店舗となる自社ビルを建設し2012年11月17日より再度移転し、2代目店舗のビルは同年12月21日より「アニメイトサンシャイン」としてリニューアルされた後、現在は「アニメイトアネックス」ビルとして、ACOS店舗やアニメイトカフェ等を有する池袋本店の別館として機能している。
創業当初は店舗があるのは南関東（千葉市へはやや遅めに出店）や京阪神（同様に京都市へはやや遅めに出店）、仙台市、札幌市（当初は販売代理店）だけであったが、やがて福岡市や名古屋市などにも出店し、その後急速に店舗網を広げ、現在では東京都区部・各道府県庁所在地・政令指定都市およびそれに準ずるおおむね人口30万〜40万人程度の市に加え、大型ショッピングセンターのテナントとしても積極的に出店している。
かつては、日本国内の地方別にいくつかの異なる関連会社が運営を行っていた。池袋店（現在の池袋本店）を核にムービックが運営する「東日本アニメイト」（以下「東日本」）、阿倍野ベルタ店（現在の天王寺店）を核にコアデ企画が運営する「西日本アニメイト」（以下「西日本」）、横浜店（現在の横浜ビブレ店）独自に運営する「横浜アニメイト」（後に「東日本」に吸収）、一般の書店に運営を委託して営業する「販売代理店」の4形態に分かれており、それぞれで独自のイベントやフェアが行われることが多かった。現在は「株式会社アニメイト」を中心にして再編・統合されている。ただし店舗は独立採算制のため、各店舗や地域ごとに独自のフェアやイベント、もしくは商品を展開したりすることが多く、必ずしも均一ではない。
旧「東日本」のエリアは2007年4月の四日市店の出店で、管轄エリア全ての都道県に出店を果たした。また、旧「西日本」のエリアでも2015年4月のイオン松江店の出店で管轄エリア全ての府県に出店を果たし、同時にアニメショップで初めて全都道府県への出店を果たすことになった。
日本国外には台北市・北京市・上海市・香港およびロサンゼルスに出店しているが、北京市・上海市・香港は既に閉店している。
2016年には代々木アニメーション学院と提携し、同学院の校舎内にコラボ店舗「代アニメイト（Yoanimate）」を開店している。
かつては店内情報番組『ヒロチエ!ラジオアニメイト』が2000年から各店舗で放送されていたが、2002年3月をもって終了した。現在は、各店舗独自でアニメソングをBGMとして流している。
2019年7月1日、徳島店がアニメイトの直営店になったため、2025年現在では全ての都道府県にアニメイトの直営店が存在している。

## 店舗
- ※は、販売代理店から直営店に移行した店舗
- ◎は、本館とコミック館が存在する店舗
- ▲は、コスプレショップ「ACOS」店舗（サテライト店舗を含めない）を併設する店舗
- ■は、コラボレーションカフェ「アニメイトカフェ」を併設する店舗

駅名にリンクされているものは、エリアであり、駅施設の中という意味ではない。
| 都道府県 | 店舗名 |
| -------- | --- |
| 北海道   | 札幌※▲・旭川・函館・イオン釧路                                                                                                   |
| 青森県   | 青森・八戸・弘前 |
| 岩手県   | 盛岡 |
| 宮城県   | 仙台▲■・イオンモール新利府 |
| 秋田県   | 秋田 |
| 山形県   | 山形 |
| 福島県   | 福島・イオンいわき・郡山 |
| 茨城県   | 水戸・イオンモール土浦 |
| 栃木県   | 宇都宮▲・ロブレ小山 |
| 群馬県   | 高崎・イオンモール太田 |
| 埼玉県   | 大宮◎・川越・南越谷・モラージュ菖蒲・イオンレイクタウン・所沢・川口・熊谷・ららぽーと富士見                                      |
| 千葉県   | 千葉・津田沼・イオンモール船橋・柏※・アリオ柏・松戸※・イオンモール木更津                                                         |
| 東京都   | 池袋本店・池袋アネックス▲■・新宿・渋谷・秋葉原本館・錦糸町・蒲田・吉祥寺・立川・八王子・町田・聖蹟桜ヶ丘・イオンモールむさし村山 |
| 神奈川県 | 横浜ビブレ・川崎・横須賀・藤沢・小田原・本厚木・マルイファミリー海老名                                                           |
| 新潟県   | 新潟▲・長岡 |
| 富山県   | 富山 |
| 石川県   | 金沢 |
| 福井県   | 福井 |
| 山梨県   | イオンモール甲府昭和 |
| 長野県   | 長野・松本パルコ |
| 岐阜県   | 岐阜 |
| 静岡県   | 静岡・浜松・イオン浜松市野・沼津・イオンモール富士宮                                                                             |
| 愛知県   | 名古屋▲・名古屋パルコ・金山・イオンモール大高・豊橋・東岡崎・豊田                                                                |
| 三重県   | 四日市・イオン桑名 |
| 滋賀県   | アル・プラザ草津 |
| 京都府   | 京都・アバンティ京都 |
| 大阪府   | 天王寺■・大阪日本橋▲■・京橋・梅田・布施・高槻・枚方・リノアス八尾                                                                |
| 兵庫県   | 三宮・川西・姫路・イオン明石 |
| 奈良県   | 奈良 |
| 和歌山県 | 和歌山 |
| 鳥取県   | イオン米子 |
| 島根県   | イオン松江 |
| 岡山県   | 岡山※ |
| 広島県   | 広島▲・福山・フジグラン東広島 |
| 山口県   | イオン防府 |
| 徳島県   | 徳島※ |
| 香川県   | 高松 |
| 愛媛県   | 松山 |
| 高知県   | 高知 |
| 福岡県   | 福岡天神▲・小倉・イオンモール筑紫野                                                                                              |
| 佐賀県   | モラージュ佐賀 |
| 長崎県   | 長崎※・佐世保 |
| 熊本県   | 熊本 |
| 大分県   | 大分 |
| 宮崎県   | 宮崎 |
| 鹿児島県 | 鹿児島※ |
| 沖縄県   | 那覇国際通り |

### 期間限定
- 大阪 大阪・関西万博[注 28]（大阪市此花区夢洲）[11][12]

### 日本国外
- 台湾 台北店（台北市中正区中華路1段）[13]
- 台湾 台中店（台中市北区）
- 台湾 高雄店（高雄市三民区 高雄メトロ高雄駅地下街B3）
- 中国 上海店（上海市黄浦区）
- タイ バンコク店（バンコク パトゥムワン区）[注 29]
- 韓国 アニメイト KOREA main store ホンデ（ソウル特別市麻浦区 AKプラザ弘大店）
  - Space Galleria ソウル弘大
- 韓国 チャムシルロッテ店（ソウル特別市松坡区 ロッテワールドショッピングモール）
- 韓国 釜山店（釜山広域市釜山鎮区 サムジョンタワー）
- アメリカ合衆国 アニメイトロサンゼルス（カリフォルニア州トーランス[14]）

### 過去に存在した店舗
北海道 新千歳空港（北海道胆振東部地震で被災し営業停止、その後再開することなく2018年9月29日閉店）
埼玉県 ステラタウン（2016年1月17日閉店）
東京都 新橋 → 田町（2002年7月閉店）
東京都 コミックプラザ×アニメイト（2016年11月30日アニメイトとして営業終了）
東京都 AKIBAカルチャーズZONE（2017年3月31日閉店）近隣にある秋葉原店とAKIBAガールズステーションへ統合のため閉店した。跡地には2Fに出店しているらしんばん秋葉原店新館が1Fにもフロアを構える。
東京都 多摩センター（2019年5月6日閉店）
東京都 秋葉原別館（2022年1月16日閉店）
東京都 JMA東京タワー（2023年2月19日閉店）
神奈川県 新百合ヶ丘（2020年8月16日閉店）
大阪府 堺東（2009年9月30日閉店）
旧販売代理店
東京都 北千住 
石川県 金沢（直営店舗とは異なる）
長野県 長野（同上）
地方では地元の書店などがフランチャイジーとして販売業務を受託し、営業を行なう形式で独立性の高い販売代理店があったが、徳島店を最後に全ての販売代理店が直営店の進出と引き換えに閉店している。
一例として、旧金沢竪町店が単に「金沢店」でなかったのは、金沢市への直営店舗開店当時、地元書店のブック宮丸が「アニメイト金沢」を営業していたため（数年両社が併存した後、現在は閉店）。同様の理由から、長野店も開店当初の広告は「直営長野店」と表記されていた。
日本国外
アメリカ合衆国カリフォルニア州 ロスアンゼルス店（2003年閉店）
台湾 台北市萬華区西門町 西門店（2010年6月8日閉店）
台湾 台北市萬華区西門町 台北旗艦店（2015年閉店）
台湾 台北市中正区 光華店（2013年閉店）
台湾 台中市西屯区 台中逢甲店（2018年閉店・北区のにある台中店に移転）
北京（2013年閉店）
上海（2013年閉店）
- 香港油尖旺区 動漫世界Manga Shop（2020年10月18日閉店[18]）
- 韓国 ソウル龍山店（2021年9月22日閉店）

## アニメイトカード（店舗ポイントカード）
アニメイトおよび「ACOS」店舗において、セール品などの例外を除き、ほぼ全ての商品を購入もしくはアニメイト独自の電子マネー「アニメイトペイ」で現金チャージすると、アニメイト通販と共通使用ができるアニメイトポイントが付与される。現金以外（クレジットカード・電子マネーなど）で支払った場合でも付与されるが、アニメイトカードの値引きサービスを使用したときやアニメイト独自の商品券で支払った場合は付与対象外となる。会員バーコード式のカードは2006年10月1日に導入され、現在のポイントシステムは2011年6月1日より変更されたものである（後者は当初2011年4月1日に変更予定であったが、東日本大震災の影響で延期された。販売代理店であった徳島店では2012年3月18日より会員バーコード式のカードを導入し、アニメイトのポイントシステムに参加した）。
購入金額（税抜）の5%（店舗においてクレジットカード・電子マネーでの会計の場合は3% 、アニメイトペイでの現金チャージの場合は4%）のポイント（小数点以下切り捨て）が加算され、1ポイントごとに1円の値引きができる。さらに、ポイント数に応じ景品交換ができる。最終利用日から2年が過ぎると、蓄積されていたポイントはすべて失効する。
店舗によっては、入居しているショッピングセンター独自のポイントシステムとアニメイトのポイントシステムを併用しているところもある。
なお、ポイント機能のほかに従来別のカードを採用していたリザーブ（商品の予約、詳細は後述）機能も2006年10月には一体化され、全国共通でこの機能も使用できるようになった。
アニメイトカードの新規申し込み・再発行には個人情報の記入が必要になる。また、カード再発行の際は100円（税別）の手数料がかかる。スマートフォン向けアプリでは予め会員登録してログインすれば、アニメイトカードとしての機能を持つ事も出来る。
2014年4月21日より、書泉の各店舗で「アニメイトカード」と共通使用が可能な「書泉ポイントカード」が導入された。但し、2016年に書泉に譲渡された芳林堂書店の店舗では高田馬場店を除き使用できない。なお、書泉では購入金額（税抜）の1％のポイントが加算される。
長崎県佐世保市のシネマコンプレックス「シネマボックス太陽」では、アニメイトカードの提示で映画料金を最大400円値引きするサービスが行われている。

### 旧システム
- - 2006年9月30日

それまでのスタンプ式のカードに代わって導入されたものである。1,000円ごとに1ポイントが専用の磁気式のカードに記録され、表面にポイントマーク（旧「東日本」店舗は星を擬人化したマーク、旧「西日本」店舗は埴輪を擬人化した「ハニー」と呼ばれるキャラクター）が印字された。有効期限は設定されていなかったが、紛失するとポイントは失効する。
値引きのサービスは20ポイントごとに1,000円分（最大3,000円分）で、この他に60ポイント（満点）で1,000円分のアニメイトオリジナル商品券（有効期限あり）とオリジナルテレホンカードまたは図書カードに交換できた。
アニメイトの再編直後までは黄色地に「Animate」と中央に描かれていたもので、その後はアニメ店長の柄であったが、キャンペーンなどによっては他作品デザインのオリジナルデザインのカードが配布されることもあった。旧「西日本」店舗の一部では、旧「東日本」店舗で採用されている星のポイントマークを使用していた。
会員バーコード式のカードの運用開始後も、2006年12月31日までは並行して使用できたが、新旧ポイントカードとの併用はできなかった。なお、移行期間である2007年3月31日までは旧ポイントカードのポイントは新ポイントカードに移行できた。
- 2006年10月1日 - 2011年5月31日

1円につき1ポイントが加算され、10,000ポイントごとに500円の値引きができた。さらに「ダブルポイント制」が採用され（50,000ポイントにつき「景品ポイント」が1ポイント加算）、景品ポイント数に応じた景品と交換できる方法だった。なお、「景品ポイント」はシステム変更に従い、2011年5月31日に付与終了になり、これまでためた景品ポイント自体は2011年6月1日以後もそのまま存続していたが、2017年3月31日限りで終了し、景品ポイントは全て消滅することが告知された。

### リザーブカード
ビデオ・CD・DVD・書籍などを発売前に予約する時、または発売後の商品の取り寄せ時に使われていた専用のプラスチック製の青いカードで、無料で発行できた。かつては旧「西日本」店舗のみだったが、2001年頃から販売代理店を除く全店で導入されていた。
店舗にあるバーコードカードをレジに持参するだけで簡単に予約でき、バーコードカードがない商品でもシステムに登録されている商品は、用紙に書き込むことなくレジで予約できる。但しリザーブカードは店舗ごとの発行で、発行した店舗以外では使用できなかった。このため、2006年9月30日以前のスタンプ式・磁気式ポイントカードとの互換性はなかった。
前述の通り、2006年10月以降の会員バーコード式のポイントカードにはリザーブ機能も搭載されている（但し予約は従来通り店舗ごとの管理）が、ポイントシステム移行期間の関係で、半年遅れの2007年3月31日まではリザーブカードも並行して使用されていた。

### 旧・徳島店のサービスカード
販売代理店であった徳島店では、2012年3月17日まではアニメイトのポイントシステムは採用されておらず、代理販売元の井上書房グループ共通のサービスカードが採用されていた。
500円ごとに1ポイントで、30ポイントで500円分の値引きができた。毎月7日・17日・27日は、同じグループの南海ブックスと同様にポイントが2倍になった。
同年3月18日に、アニメイトのポイントシステムに移行し、井上書房グループのサービスカードは使用できなくなった。ただし、2012年3月11日以前に予約した商品の受け取りのみ、井上書房グループのサービスカードに押印することは可能となっていた。500円分の割引サービスは2013年3月18日まで使用可能となっていた。

## dポイントクラブ
dポイントクラブは東京都・神奈川県の一部のアニメイト店舗及びオンラインショップで利用が可能であった（利用開始日不詳）。2019年2月4日から対象地域を拡大し徳島店を除く店舗で利用が可能となった、全国展開前はdポイントを併用してもアニメイトポイントは減算されなかったが全国展開後は支払い方法を問わず2%減算される形で加算される。
徳島店が直営店に転換された2019年7月1日以降、同店でもdポイントに対応し、全国全ての店舗での利用が可能となる。
還元率は200円毎に1ポイントである。

## きゃらびぃ
月2回発行し、無料で配布している独自の情報誌である。「西日本」店舗を運営していたコアデの内部に編集部がある。当初は「アニメイトニュース」と「ちょっとAV」を交互に発行し、その後はアニメ・声優・コミック・ゲームの4ジャンルに分け、2ジャンルごとに情報誌を発行していたが、2000年1月15日号から現在の誌名になった。
現在の編集部名は当時の名残で「アニメイトニュース編集部」となっているが、編集部の住所表記は東京のアニメイト内である。かつては毎月1、15日発行だったが（1月は15日のみで、代わりに12月22日に発行）、2006年12月からは発行を5日ほど遅らせ、毎月5、20日発行となった。また、2007年6月20日号より横に広いB5判変形サイズとなった。
2022年6月20日号より毎月20日発行となった。
2000年6月1日号より、アニメイト店舗を舞台とするコミック『アニメ店長』（作者・島本和彦）が5日発行分に毎月連載されていたが島本が家業を継ぎ漫画家としての仕事を抑えることになっため無期限休載中。
店舗に足を運ぶ機会が少ない利用者向けに半年当たり2800円で通信購読サービスも行っていたが、2013年12月に取り止めている。

## Find Out
最初は西日本エリアのみで無料配布していた。後に東日本エリアでも配布開始されて、有料化。さらに1996年7月からは一般書店販売書籍となった全国版が発売開始。全国版では創作漫画の連載や、投稿者によるエッセイの4コマ漫画の掲載が行われた。全国版第1号1996年8月号VOL.1（1996年7月20日発行）の時点で通刊109号目。全国版は2006年1月号vol.114（2005年12月20日発行）を最後に休刊した。
長らく休刊していたが、2014年8月からマンガ・イラスト制作応援フリーペーパー「Find Out mini」として復活。

### 全国版の主な連載作品
- とりっくトリップ★ぱらパラだいす（岩崎つばさ）

## AVまつり
毎年春・夏・秋・冬に行われているフェアで、数あるフェアの中でも特に規模が大きい。
期間中、AV商品（ビデオ・CD・DVD・ゲームソフト）の購入・予約1,000円ごとに、フェアポイント・1ポイントが付与される。フェアポイントを5ポイントから50ポイント集めると、非売品や自社主催のイベントの応募券と交換できる。時期や店舗により、多少景品に違いがある。当初はスクラッチカード形式で、アニメイトカードのボーナスポイントが与えられていた。
かつてはオーディオ機器などの豪華景品も見られたが、近年は低予算の景品になりつつある。2007年春は行われなかった。

## 通信販売事業
店舗での販売とは別にグループ4社が、それぞれ独自に通販事業を行っている。どのサイトもポイントサービスを行っているが、通販ポイントは他の通販サイトでは使用できない。また、各サイト間で取扱う商品が一部異なっている。
- アニメイト通販（横浜店・アップル株式会社→株式会社アニメイト 通販事業部）

開始当初はアップル株式会社に運営を委託した「横浜アニメイト」のみ通信販売を行っていたが、後にグループ再編で運営主体が株式会社アニメイトに移管され、運営会社も吸収された。かつては主にアニメ雑誌の広告に商品リストを出していたが、2005年11月をもって雑誌広告上での販売を廃止し、2025年現在ではアニメイト公式のウェブサイトでの販売に移行している。
ゲーマーズオンラインショップの配送も担当し、発送者名義が「株式会社アニメイト（ゲーマーズオンライン）」となっている。
- ACOS アニメイトコスチューム館（株式会社アニメイト→株式会社アコス）

2008年5月開始。衣装を中心としたコスプレグッズを、ウェブサイトで販売する。
- ムービック通信販売部（株式会社ムービック 通信販売部）

主に映画パンフレット・映画関連本の中と合わせて映画グッズの通信販売を行っていたが、2007年よりウェブサイトでアニメグッズの通信販売も開始している。
- ミエミエブックカバーオンラインショップ→コアデオンラインショップ（株式会社コアデ）

2014年10月開店。自社開発の透明ブックカバー・缶バッジカバーなどを販売。
- 魅特 玩具专营店（魅特（上海）商贸有限公司）

2012年1月開始。中華人民共和国のショッピングサイト 天猫で、中国国内向けにアニメグッズを販売する。現地法人による運営。
過去に存在した通信販売事業
- アニメイトTV通信販売（株式会社フロンティアワークス）

2002年開始。当初はムービックが運営していたが、フロンティアワークス設立後は同社に移管。2007年より、書籍の販売をアニメイト通販への移管をして終了。2008年3月にアニメイト通販への統合を行うことを発表し、同年7月に統合された。
- ワンワンプラス（株式会社コアデ ワンワンプラス事業部）

2004年開始。現在は閉店。ウィッグを中心としたコスプレグッズを、ウェブサイトで販売する。
- ちきゅーや（株式会社ムービック）

2008年頃から運営。2014年12月22日閉店。スタジオジブリ関連グッズの通信販売。閉店後はムービック通信販売部に統合。
- 株式会社コアデ 楽天支店（株式会社コアデ）

2010年12月1日開店、2013年閉店。自社開発のコスプレグッズ・画材・透明ブックカバー・キャラクター菓子などを販売。
- USA Animate Online Shop（Animate North America., Ltd）

2013年1月開店、2016年2月29日閉店。北アメリカ地域で販売。アメリカ法人による運営。閉店後、一部商品は紀伊國屋書店の海外向けサイトに引き継がれた。

## 電子書籍販売事業
グループ企業のアニメイトギャオにより、電子書籍の販売サイト「アニメイトブックストア」が2014年7月より運営開始。2017年に社名をサイト名のアニメイトブックストアに変更。
取り扱うジャンルは、少年漫画、少女漫画、ボーイズラブ（BL）、ティーンズラブ（TL）、R-18、ライトノベル。
電子書籍は、会員登録後に購入できるアニメイトコインで購入できる。アニメイトコインはアニメイトブックストアで購入でき、また、全国のアニメイトでも販売するアニメイトコインカードからチャージすることができる。
アニメイトで商品を購入すると付与されるアニメイトポイントは、アニメイトブックストアでも利用でき、アニメイトブックストアで電子書籍を購入すると、店舗と同様にポイントが付与される。
- サイトURL - アニメイトブックストア

## ロゴマーク
1983年の創業当初から2000年初頭までは、赤色ベースで丸ゴシック体の社名ロゴが使用されていたが、2000年（平成12年）に現在のArialフォントの社名ロゴ（iは黄色、それ以外は青）に変更され、AとMを電波塔に見立てたシンボルマークが制定された。
2016年（平成28年）からは社名ロゴに変化はないが、法人化30周年を機に同社のマスコットキャラクター「アニメ店長」をモチーフにしたシンボルマークが新たに制定された。

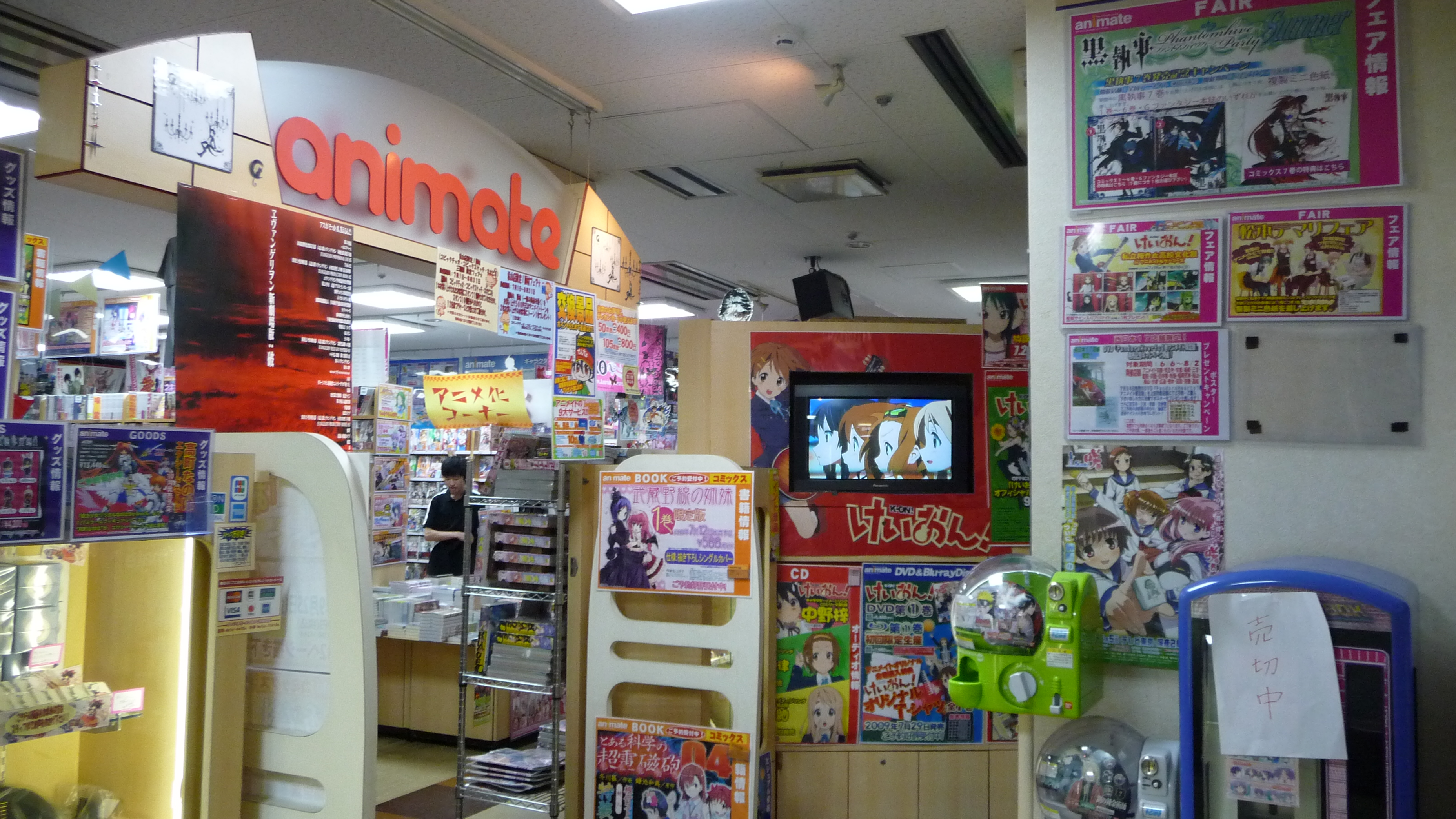
松山店に残る旧ロゴ（2009年）
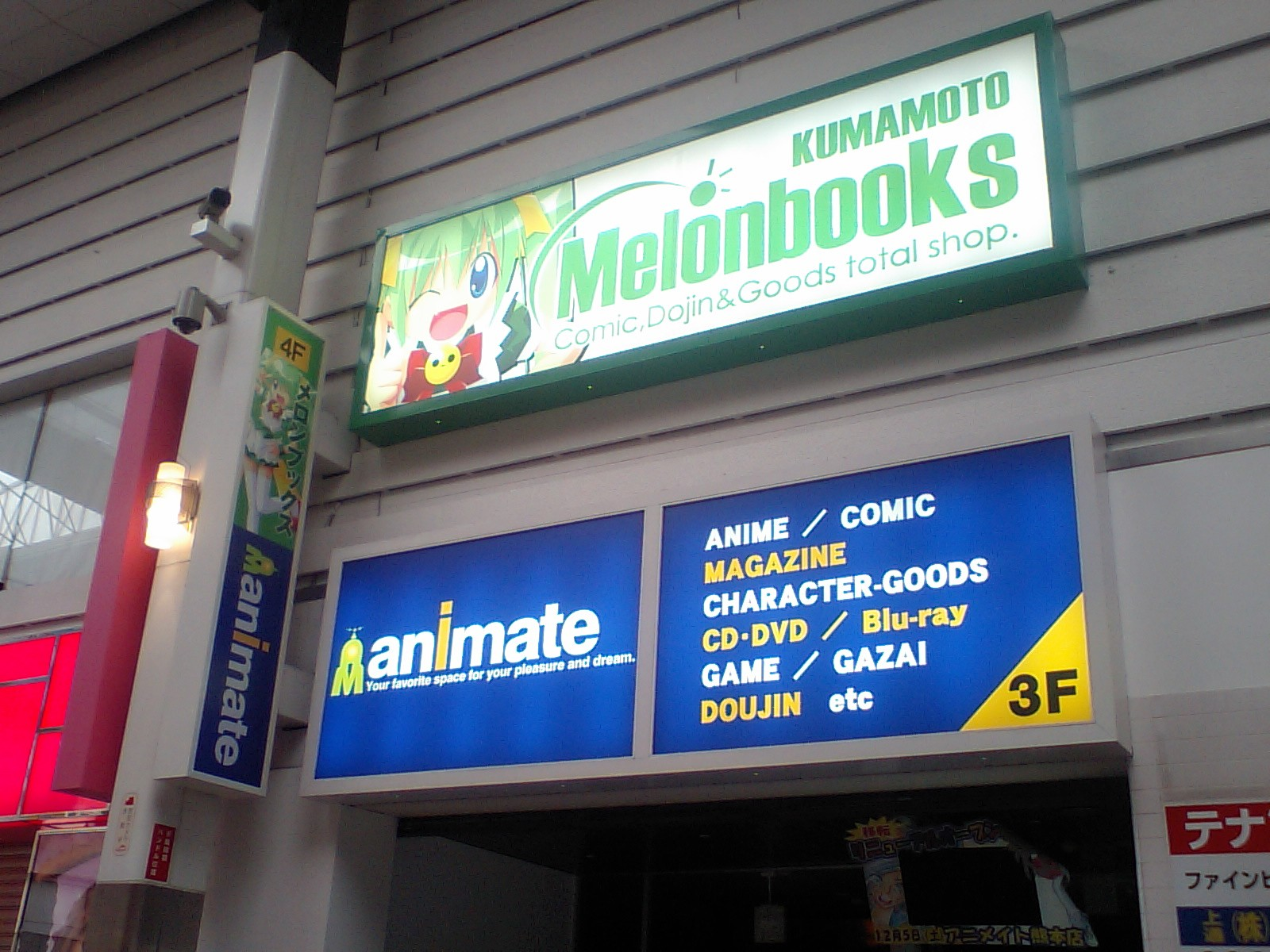
二代目シンボルマーク（熊本店にて、2009年）

## グループ会社
アニメイト公式に掲載されたグループ企業としては、同社の企業情報を参照。
- 株式会社アニメイトホールディングス - 2012年11月設立。旧 株式会社アニメイトグループ。アニメイトグループ全体の経営管理等を行う持株会社[32]。
  - 株式会社アニメイト - 1987年7月設立。
    - 株式会社ムービック - 1983年10月設立。アニメイトは同社の一部門として始まり、法人化後は「東日本」店舗の運営会社となり、アニメイトはムービックのグループ傘下にあった。再編後の現在は関係が逆転してアニメイトグループの傘下になり、版権管理やキャラクターグッズ企画・製作、映画作品関連商品の映画館向け卸売りを行う。
    - 株式会社フロンティアワークス - 2002年8月設立。映像・音楽ソフト企画・製作、書籍・雑誌の出版。
    - 株式会社ムービック・プロモートサービス - 1984年4月設立。キャラクターイベント、展示会、物販イベントの企画・制作、着ぐるみショー、ステージ・ホールイベントの企画・制作・運営。
    - 株式会社マリン・エンタテインメント - 株式会社アニメイトフィルムの企画制作部門が分離独立し、2004年4月に設立。音楽ソフト企画・製作。
    - 株式会社コアデ - 1981年10月設立。旧 株式会社コアデ企画。社名はComic Anime Designの頭文字に由来。かつては「西日本」店舗の運営会社であった（本社は大阪府八尾市→大阪市平野区）。現在はノンキャラクター商品・画材・文具・コスプレ商品等の企画、開発、販売。
    - 株式会社リブレ - 2000年12月設立。書籍・雑誌の出版。倒産したボーイズラブ関連出版事業最大手の株式会社ビブロス第一編集部の事業を継承する受け皿会社とするため、2006年5月にリブレ出版に商号変更。2016年5月に現商号に変更。
    - 株式会社アミューズワークス - 2007年12月設立。着ぐるみショーの制作および代理店業務、イベント企画、制作、運営。
    - 株式会社アニメイトブックストア - 2013年12月に株式会社GyaOと合弁で株式会社アニメイトギャオとして設立。2014年7月より、電子書籍販売サイト「アニメイトブックストア」を運営。2017年に現在の社名に変更。
    - 株式会社カードラボ - 2004年1月設立。トレーディングカードゲーム専門店「カードラボ」、キャラクターグッズ販売店「ゲーマーズ」の運営。
    - 株式会社リンク - 2008年7月設立。アニメイトグループの広告媒体を取り扱う広告代理店[注 36]。
    - 株式会社ハコスタ - レンタル撮影スタジオ・コスプレアミューズメント施設の運営。コスプレイベントの企画・運営、コスプレメディアの運営。
    - クオリティコンフィデンス株式会社 - ゲームソフトの企画・制作・販売、キャラクターグッズ企画・制作・販売、3Dキャラクター関連事業[33]。過去に「etude」「Ricotta」「COMFORT」のゲームブランドを運営。
    - 株式会社アニウェア - 2015年2月にアニメイト、ピクシブ、ムービックの出資で設立[34]。アニメーション・コミック・ゲーム関連の衣料品・日用雑貨品の企画制作、製造小売。
    - 株式会社アニメイトカフェ[35] - 2018年3月、株式会社アニメイトの分社化により設立[注 37]。飲食店の運営、アニメ・コミック・ゲームなどの食品や商品の企画制作及び販売。
    - 株式会社アルディ（旧：株式会社エム・ピー・エックス[35] →株式会社インタードライブ） - 2021年1月設立。インフルエンサー、声優のマネージメント業務。
    - 株式会社アニメイトインターナショナル（旧：株式会社クリエ） - 海外への番組販売・映画配給、 海外コンテンツ買付、海外の商品輸入販売、 日本コンテンツの翻訳出版、海外イベントのサポート業務。過去にアクセサリーブランドAerl（エアル）を展開。
    - 株式会社Switch - 2018年9月5日設立[38]。イベント・セールスプロモーション
    - 株式会社アコス - 2014年3月設立。過去にコスプレ衣装の企画・販売

  - 株式会社書泉 - 1948年創業、2011年6月にアニメイトグループの傘下となる[39]。2016年に「芳林堂書店」の店舗を譲受。
    - 株式会社芳林堂書店外商部

  - ピクシブ株式会社[40] - イラストコミュニケーションサービス「pixiv」、マンガサービス「pixivコミック」、ファンコミュニティ「pixivFANBOX」、ショップ作成サービス「BOOTH」を運営。
  - 株式会社中央書店 - アニメイトホールディングスのグループ会社[41]。女性向け書籍・コミックの通販サイト「コミコミスタジオ」の運営、医薬品や酒類の物流業務請負。
  - 株式会社メロンブックス[42][43][44] - 書籍・雑誌・個人出版物・CD・BD・ゲーム・グッズ等の販売、キャラクター商品の企画・製造・販売、フロマージュ事業
  - 株式会社らしんばん - 中古品の買取及び販売。
    - 株式会社コムコーポレーション

  - 株式会社ステラワース - ゲームソフト、デジタルアイテム小売業
  - 株式会社コンパス - コンテンツグッズの企画制作会社
  - 株式会社トイズ・プランニング - 玩具製品の企画及び製造
  - 株式会社アニュータ - 2022年7月31日にサービス終了したスマートフォン向け音楽定額配信サービス「アニュータ」の運営法人[45]
  - 有限会社アイピックス - ムービックの代表取締役の高橋竜が代表取締役を兼任[46]。システム開発・検証・保守・管理。PCゲームソフトの企画・開発・販売。過去にメロンブックスと「Melonbooks DL」を共同運営[47]。アダルトコンテンツレーベル「SPERMATION」と電子出版「3E」を運営。
  - 株式会社AF
  - 株式会社アブラカダブラ[48] - ローカライズブランディング事業・SNS情報発信事業、乙女/BLゲーム海外展開事業

### 過去のグループ会社
- アニメイトフィルム - 1984年8月設立。映像・音楽ソフト企画・制作、CM制作、音楽出版、ゲーム企画・制作。2004年のマリン・エンタテインメント独立以降は活動がなく、現在も法人として存続しているかは不明。
- 株式会社オーシャンフロンティア - 2015年7月設立[49]。ソーシャルゲーム・スマートフォン向けゲームの企画開発。2024年11月清算結了
- ロケットスタッフ株式会社  - 2021年にアニメイトが70%の株式を取得し、グループ化[50]。2024年10月31日に代表取締役によるマネジメント・バイアウトを実施し独立[51]。

作品履歴
| 年     | タイトル                                | 備考                            |
| ------ | --------------------------------------- | ------------------------------- |
| 1986年 | ガルフォース ETERNAL STORY              | アートミック、AICと共同制作     |
| 1986年 | 強殖装甲ガイバー 劇場公開版             |                                 |
| 1987年 | 禁断の黙示録 クリスタル・トライアングル |                                 |
| 1987年 | ブラックマジック M-66                   | AICと共同制作                   |
| 1987年 | ガルフォース2 DESTRUCTION               | アートミック、AICと共同制作     |
| 1987年 | デジタル・デビル物語 女神転生           |                                 |
| 1988年 | 恐怖のバイオ人間 最終教師               | J.C.STAFFと共同制作             |
| 1988年 | ガルフォース3 STARDUST WAR              | アートミック、AICと共同制作     |
| 1989年 | 虚無戦史MIROKU                          |                                 |
| 1989年 | エクスプローラーウーマン・レイ          | AICと共同制作                   |
| 1989年 | 強殖装甲ガイバー OVA                    | -1992年                         |
| 1989年 | 風魔の小次郎                            | -1992年                         |
| 1991年 | 魍魎戦記MADARA                          |                                 |
| 1991年 | アルスラーン戦記                        |                                 |
| 1992年 | KO世紀ビースト三獣士                    | ゼロGルームと共同制作           |
| 1992年 | 愛物語 9 Love Stories                   |                                 |
| 1992年 | 東京BABYLON A SAVE FOR TOKYO CITY STORY | -1994年                         |
| 1993年 | アルスラーン戦記III・IV                 |                                 |
| 1993年 | 獣兵衛忍風帖                            |                                 |
| 1993年 | 銃夢 GUNNM                              |                                 |
| 1993年 | Rance〜砂漠のガーディアン〜             |                                 |
| 1994年 | プラスチックリトル                      |                                 |
| 1994年 | 七都市物語 〜北極海戦線〜               |                                 |
| 1994年 | BOUNTY DOG/月面のイブ                   |                                 |
| 1994年 | ワイルド7                               | -1995年、スタジオ旗艦と共同制作 |
| 1994年 | 誕生 〜Debut〜                          |                                 |
| 1995年 | アルスラーン戦記V・VI                   |                                 |
| 1995年 | 卒業 〜Graduation〜#                    |                                 |
| 1995年 | SMガールズ セイバーマリオネットR        | ゼロGルームと共同制作           |
| 1995年 | 秘境探検ファム&イーリー                 | -1996年                         |
| 1995年 | 銀河お嬢様伝説ユナ                      | -1997年                         |
| 1996年 | 闘神伝                                  |                                 |
| 1996年 | シャーマニックプリンセス                | -1998年                         |
| 2000年 | GRANDEEK〜外伝〜                        | グループ・タックと共同制作      |

- 株式会社アニメイトラボ - 2014年10月設立。ニュースサイト「アニメイトタイムズ」（旧「アニメイトTV」）を運営。2018年に株式会社アニメイトに吸収合併され解散[52]。
- 株式会社ゲーマーズ - 2008年1月23日、競合店だったゲーマーズのブロッコリーと業務提携を発表し、合弁会社アニブロとして設立。2011年6月、ブロッコリーが小売事業から撤退するのに伴い、同事業の譲渡を受けアニブロ株式もアニメイトが全取得、2014年に現商号に変更している。2021年11月1日にゲーマーズ事業を株式会社カードラボに譲渡。以降はアニメイトグループ各社概要から企業情報が消去されているが、国税庁の記録上は2022年1月14日時点では法人が現存していることになっている[53]。

## 関連会社

### 安利美特股份有限公司
英称 Animate Oversea Co., Ltd.。台湾現地法人で、アニメイト・台湾角川・農学社の3社の出資で設立。出資の関係からKADOKAWAグループの一社（KADOKAWAの持分法適用会社）にもなっている。

### 魅特（上海）商贸有限公司
英称 animate Shanghai Co.,LTD.。 中華人民共和国のショッピングサイト 天猫（旧 淘宝商城）で、2012年1月6日からアニメグッズの通信販売を展開。2013年には日系企業が運営する商業施設内で、期間限定店舗を複数展開。

### ジャパン マンガ アライアンス（JMA）
2015年9月1日に、アニメイトと小学館・集英社・講談社・KADOKAWAの大手出版社4社との合弁で設立。海外で人気が高まる日本の漫画やアニメに関して、海外のファンへのプロモーションやリサーチを行うと共に、海外で正規ライセンス商品を販売し、海賊版や著作権侵害対策を進めることを主目的としている。また最終的にはインバウンドビジネスに繋げることも目標としている。
この一環としてJMAの現地法人をタイに設立し、2016年2月にアニメイトバンコク店を開店している。また、2017年3月には東京タワーフットタウンのツーリストインフォメーションセンター内にJMA東京タワー店を開店している。

## ギャラリー

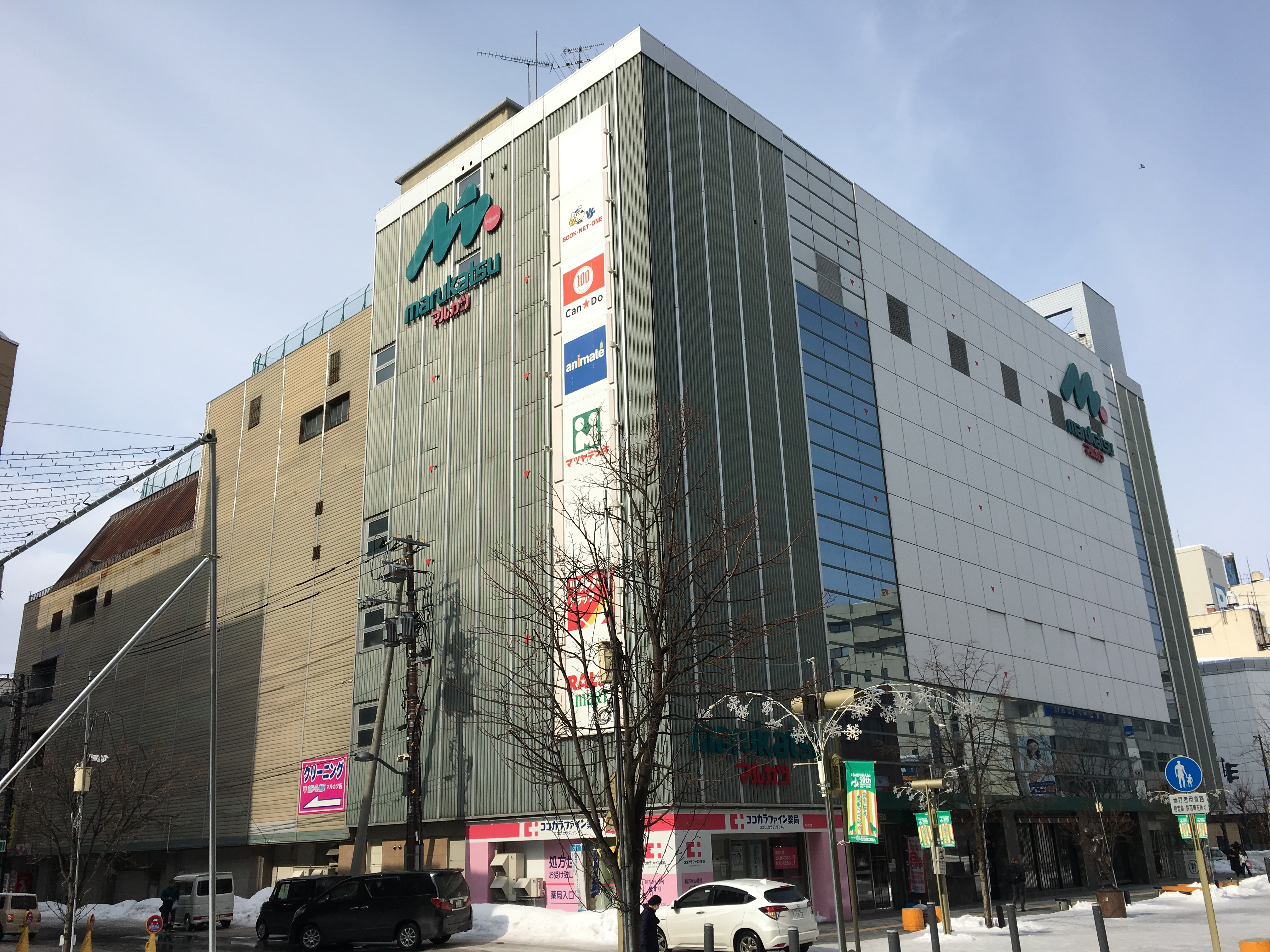
旭川店 （マルカツデパート4階）
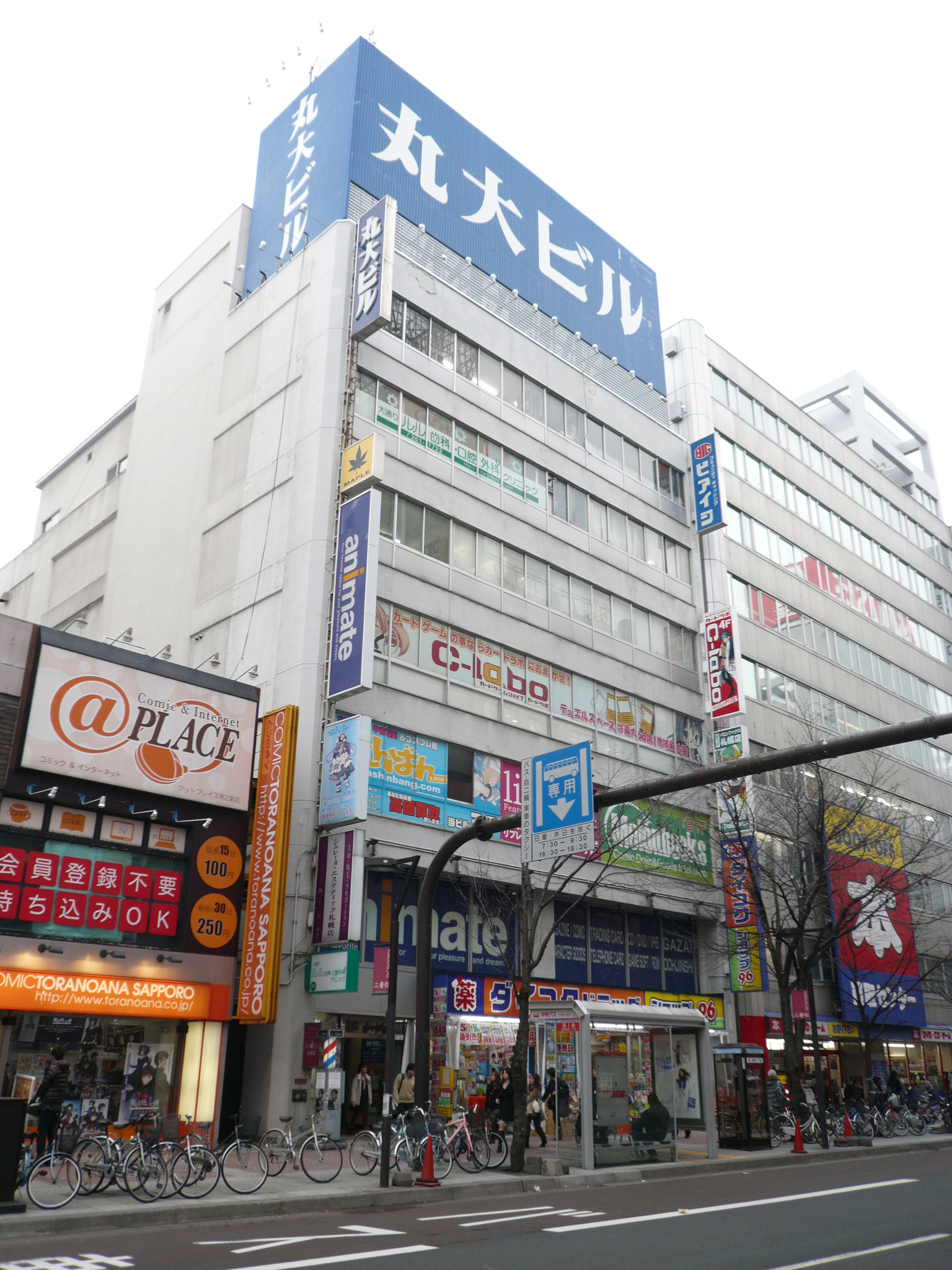
札幌店 （丸大ビル2階）
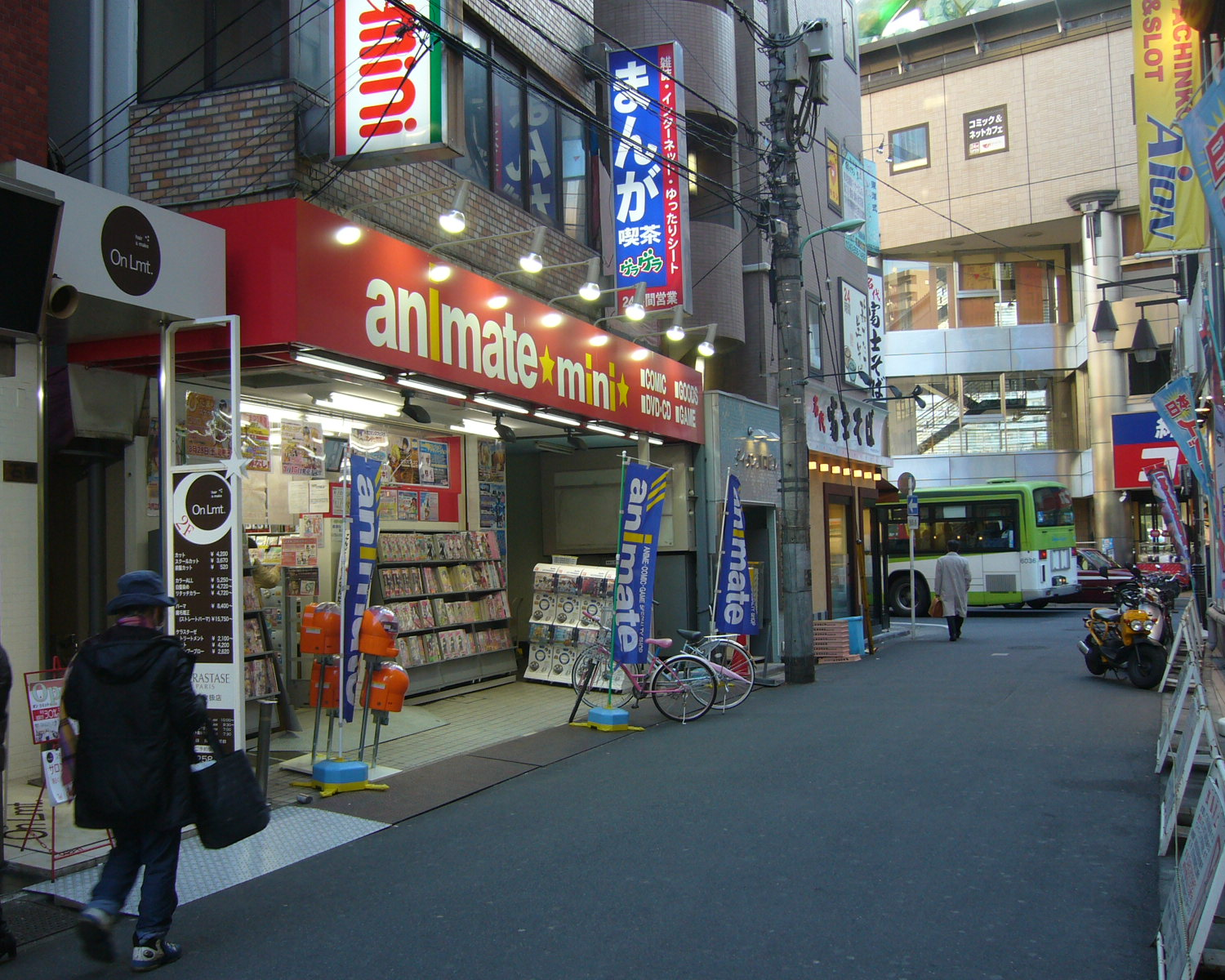
川口店（アニメイトミニだった頃）
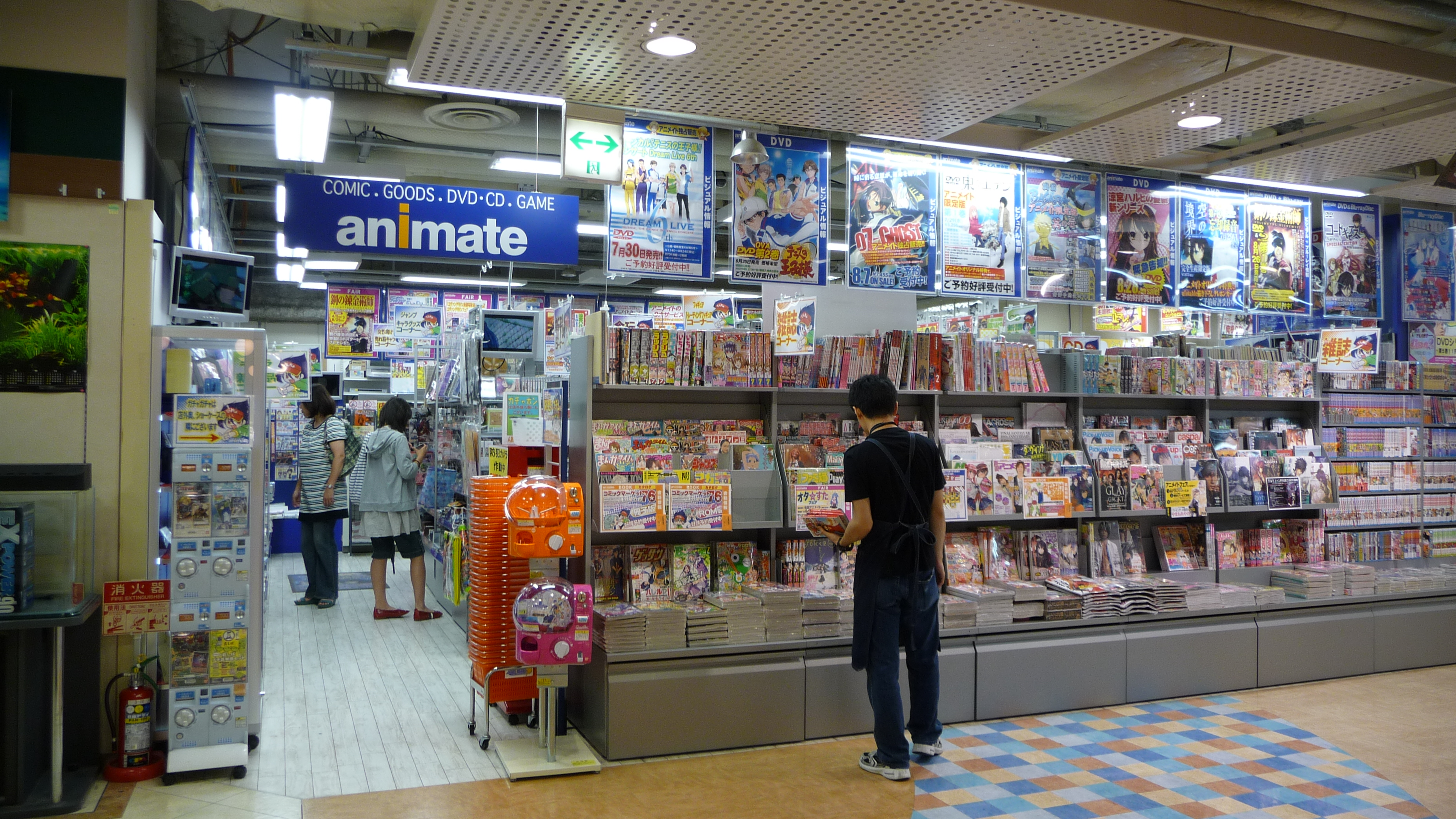
聖蹟桜ヶ丘店
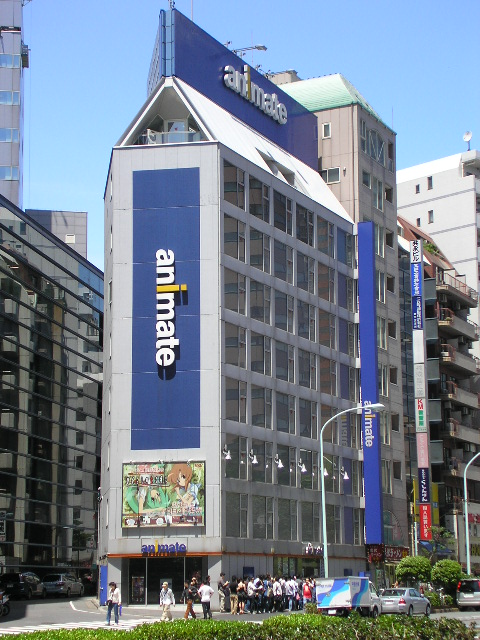
2代目・アニメイト池袋本店（現アニメイトアネックス）
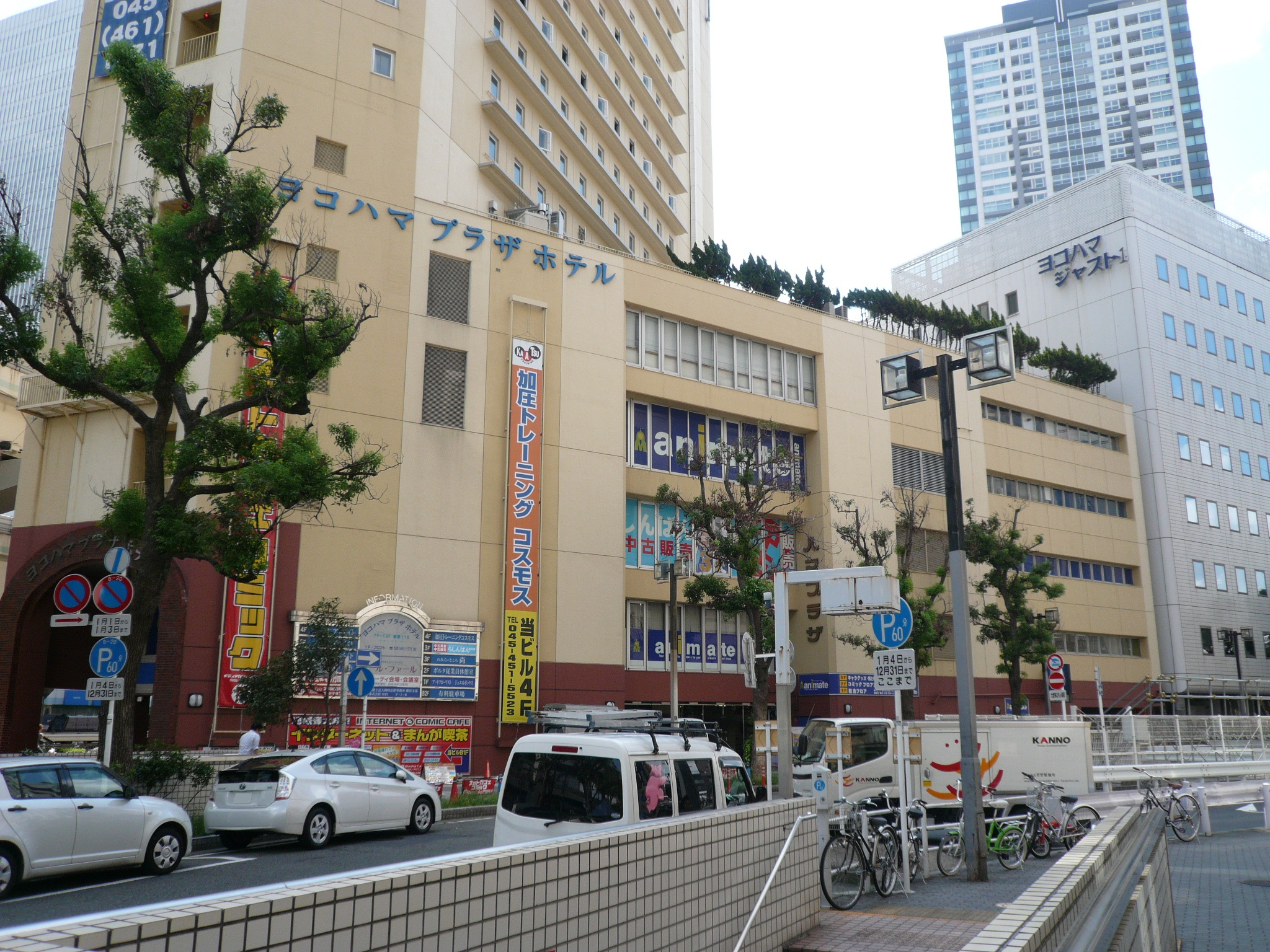
旧 横浜店 （ヨコハマプラザホテル1 - 4階）
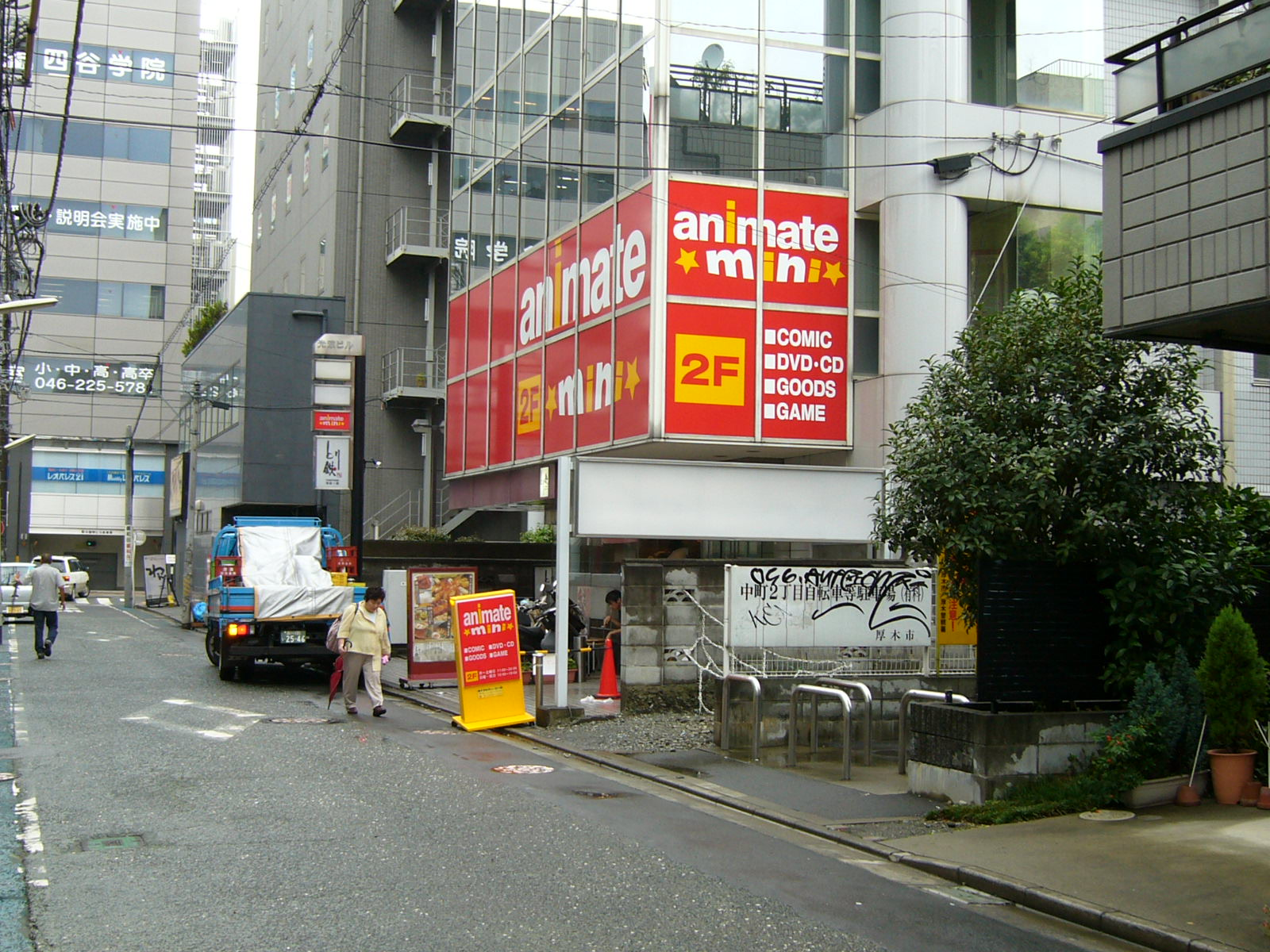
本厚木店（アニメイトミニだった頃）
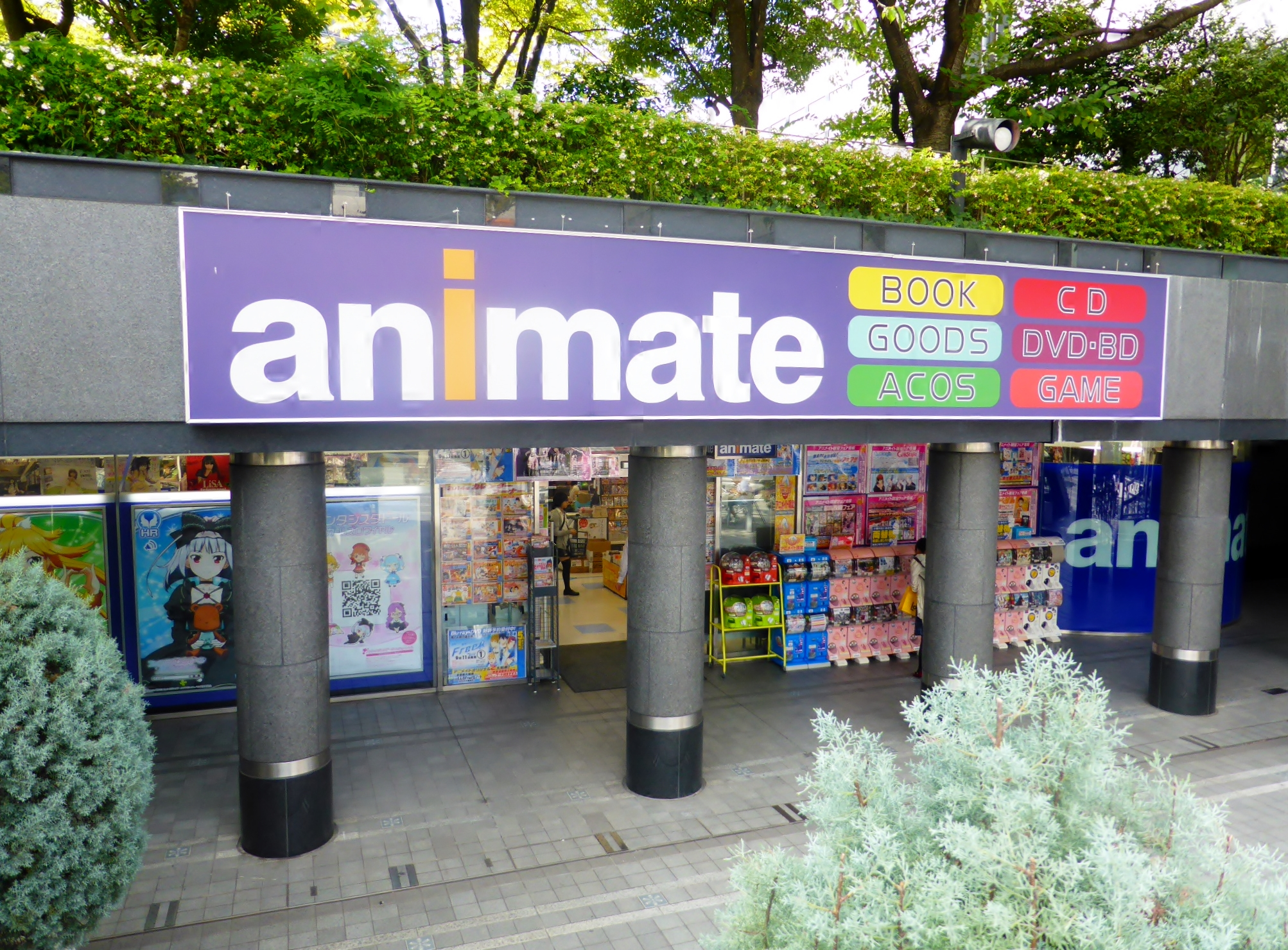
梅田店
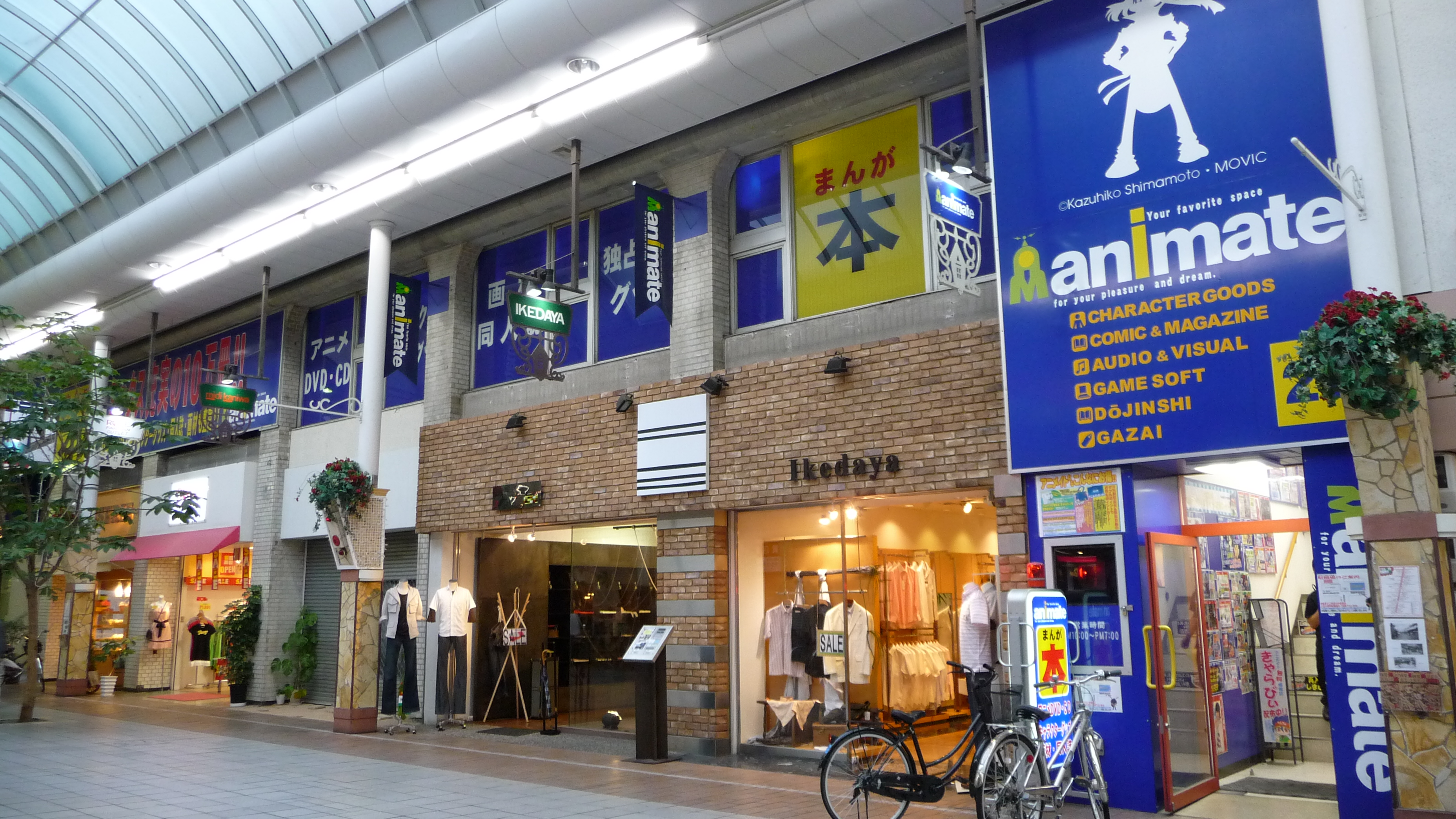
高松店
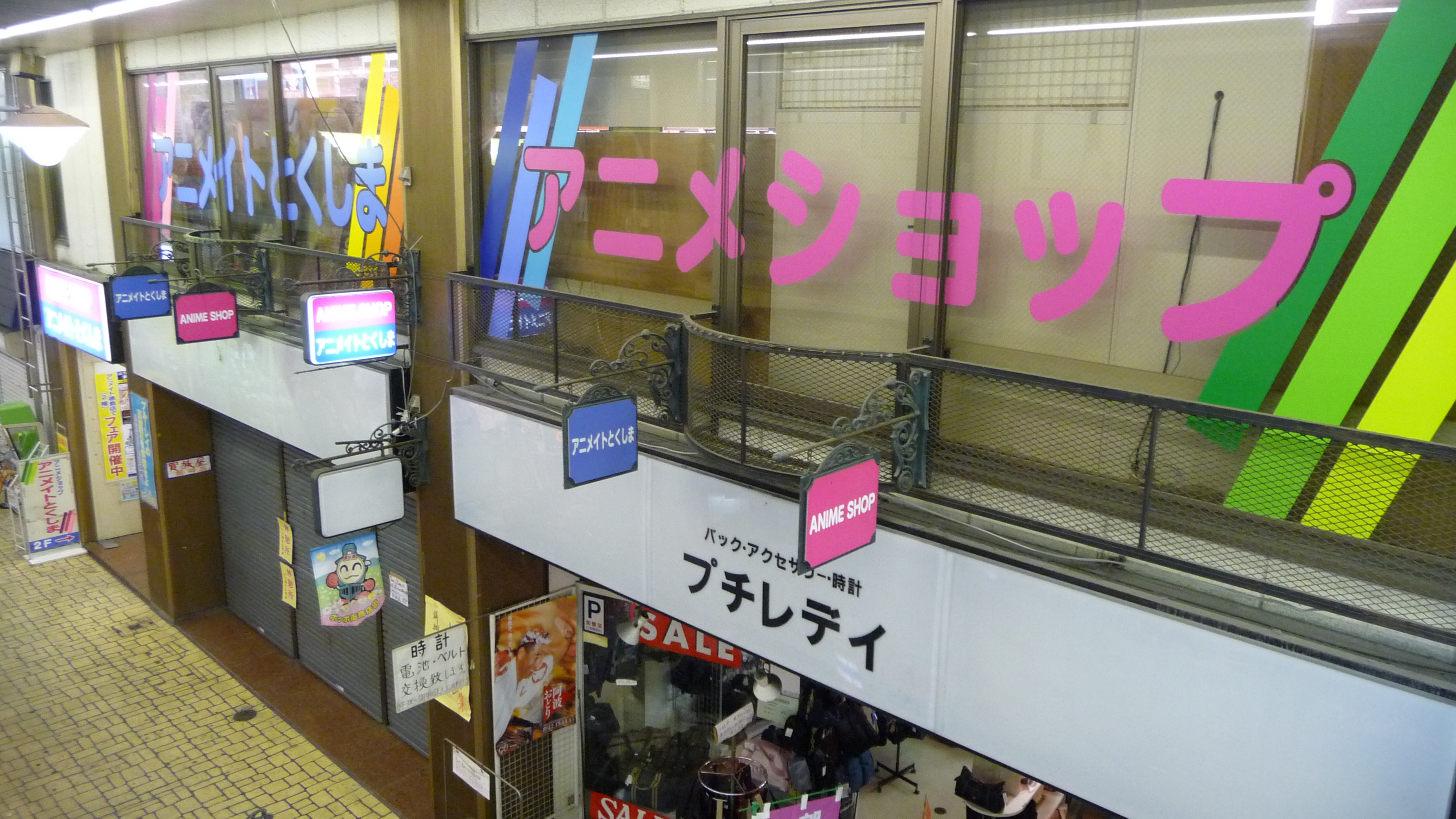
旧 徳島店[注 38]（販売代理店）
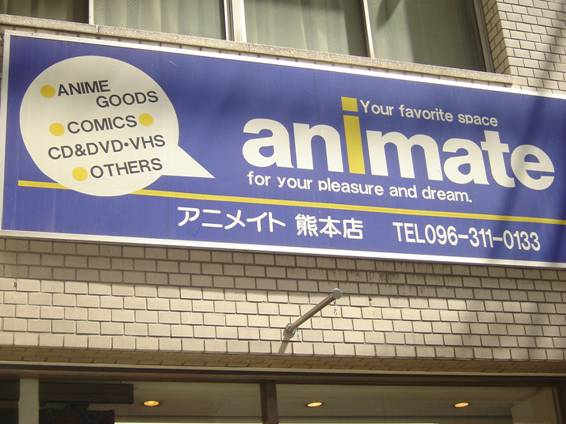
旧 熊本店[注 39]（入居するビルに掲げられている看板のみ）
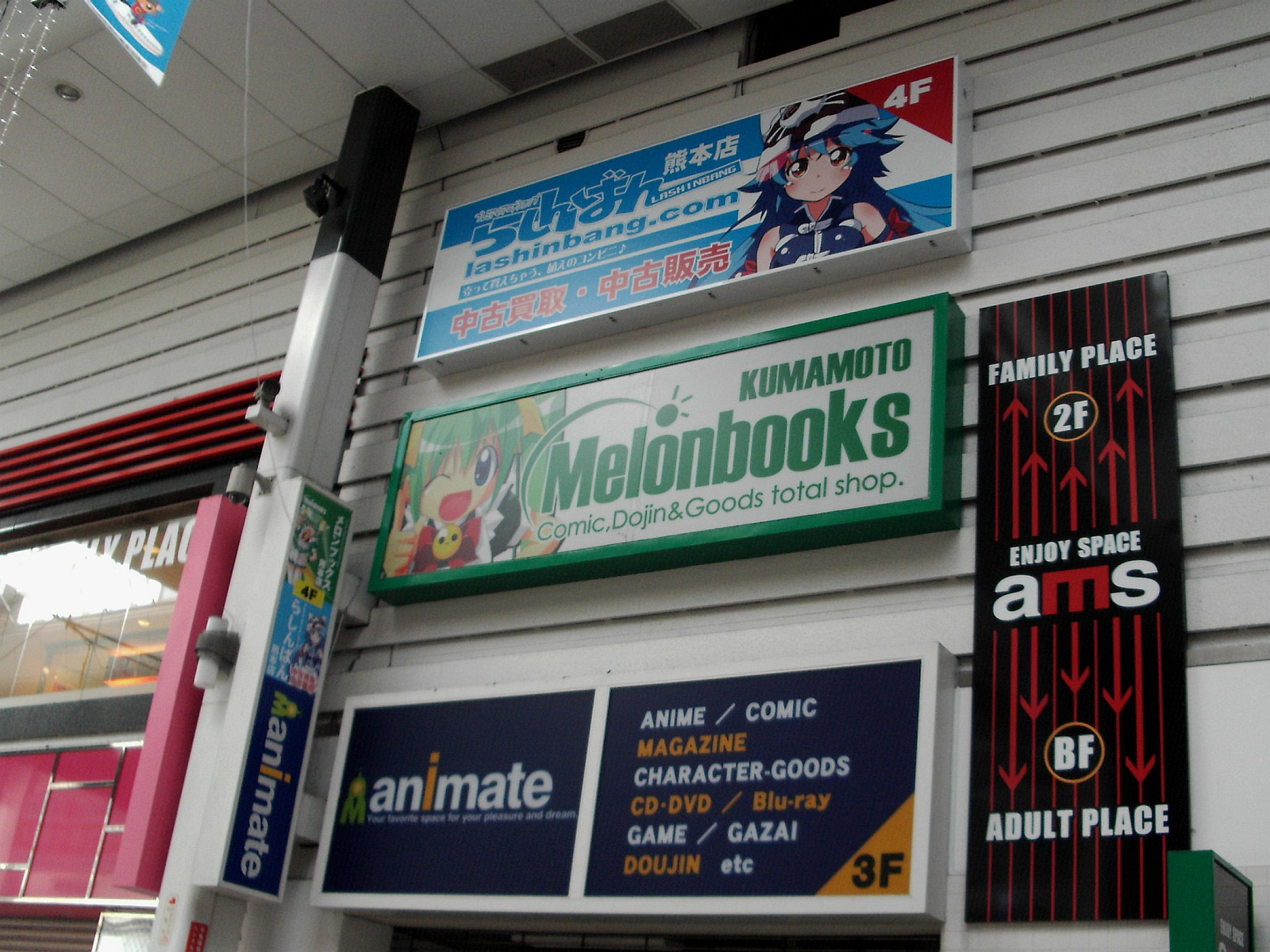
熊本店（移転後）。上の階にメロンブックスとらしんばんがある。
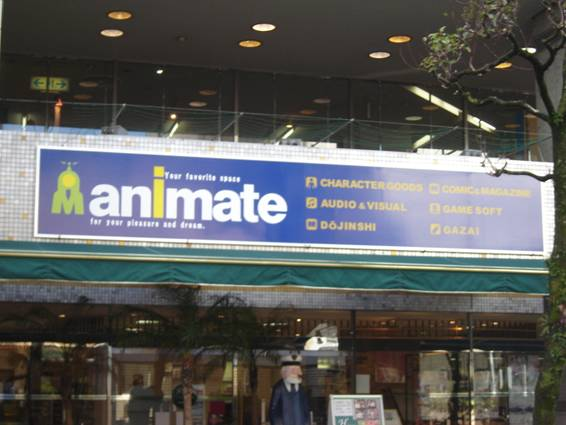
宮崎店[注 40]（入居するビルに掲げられている看板のみ）
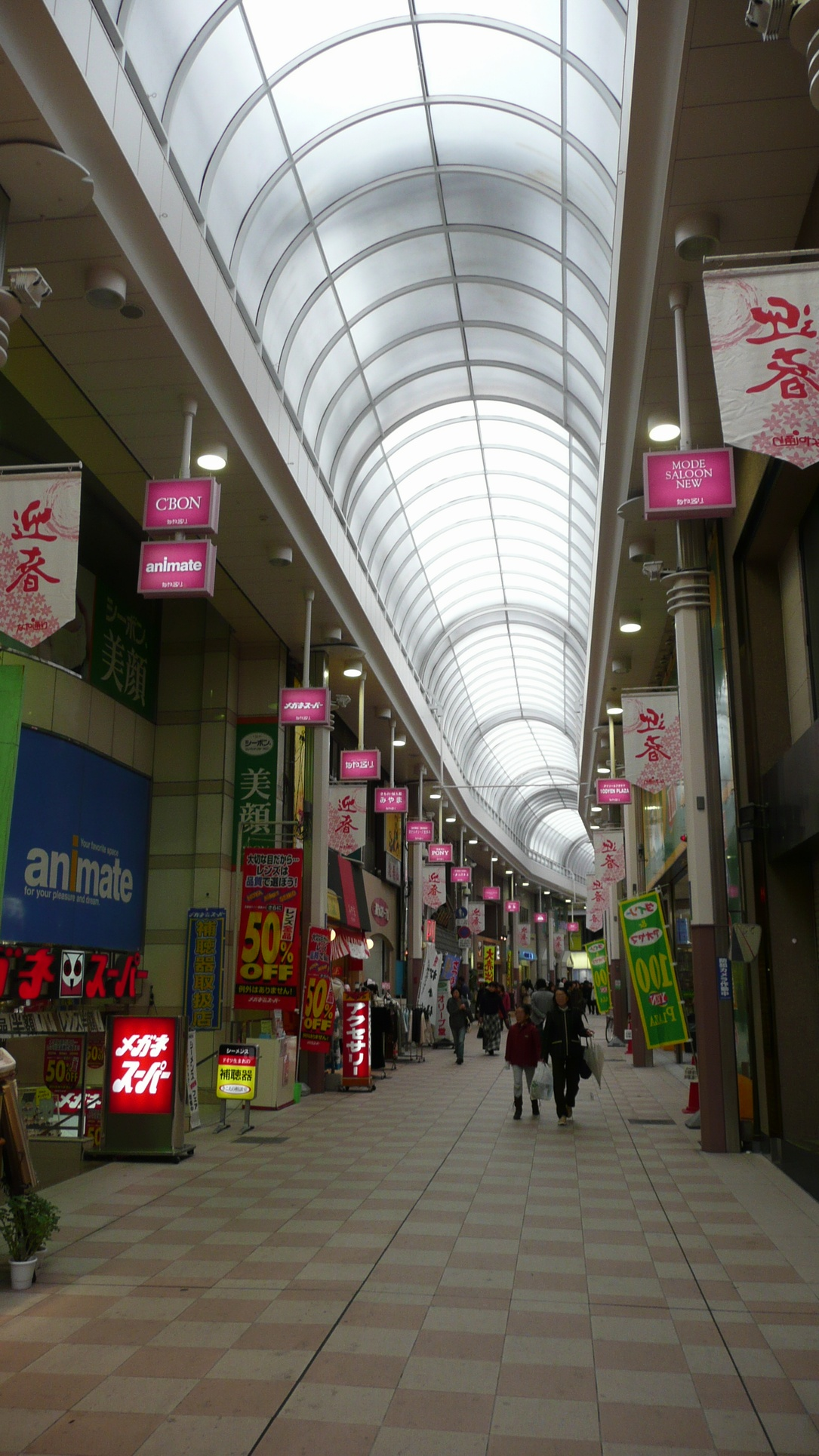
旧・鹿児島店（写真左手の藤田建設ビル2階）[注 41]
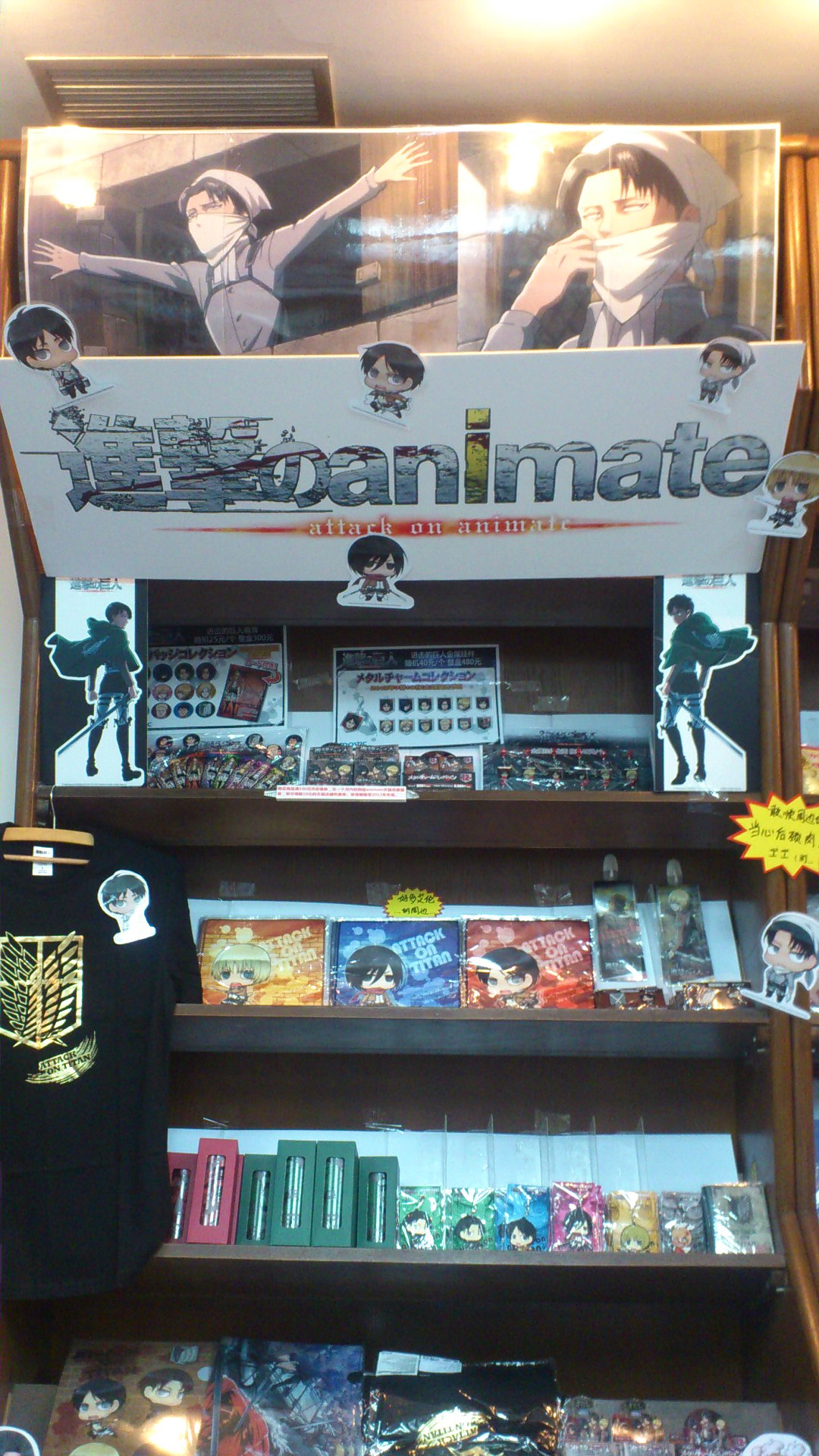
中国 上海店（店内、期間限定店舗）
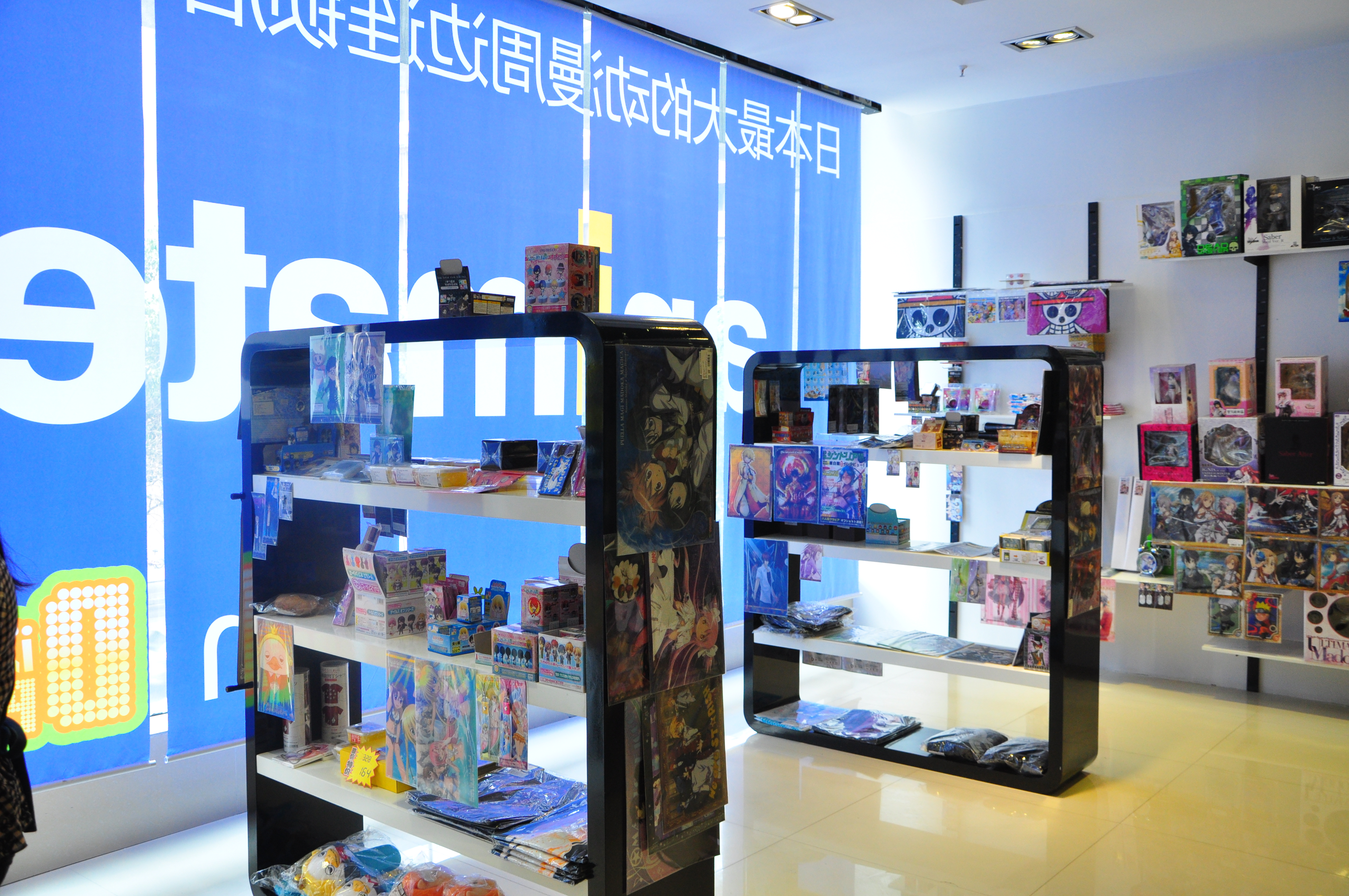
中国 成都店（店内、期間限定店舗）
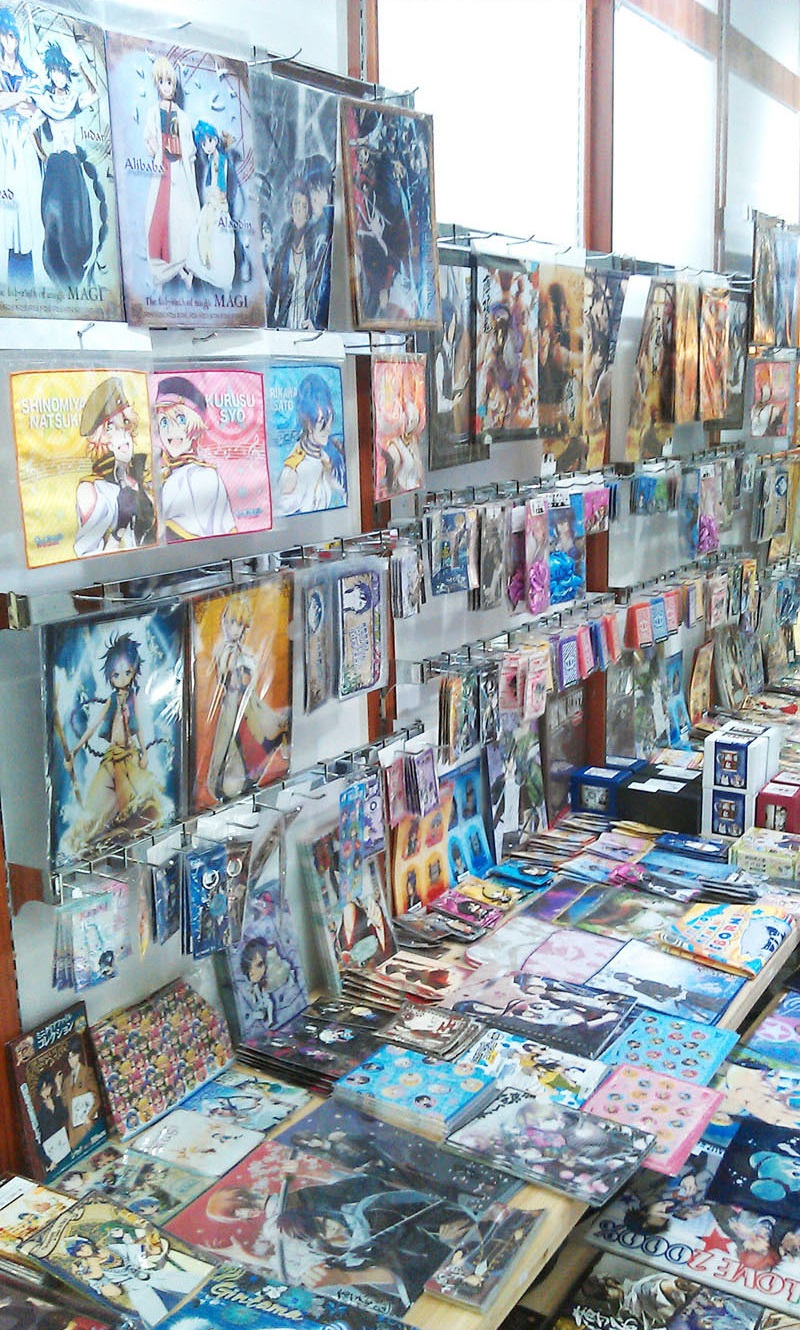
中国 南京店（店内、期間限定店舗）
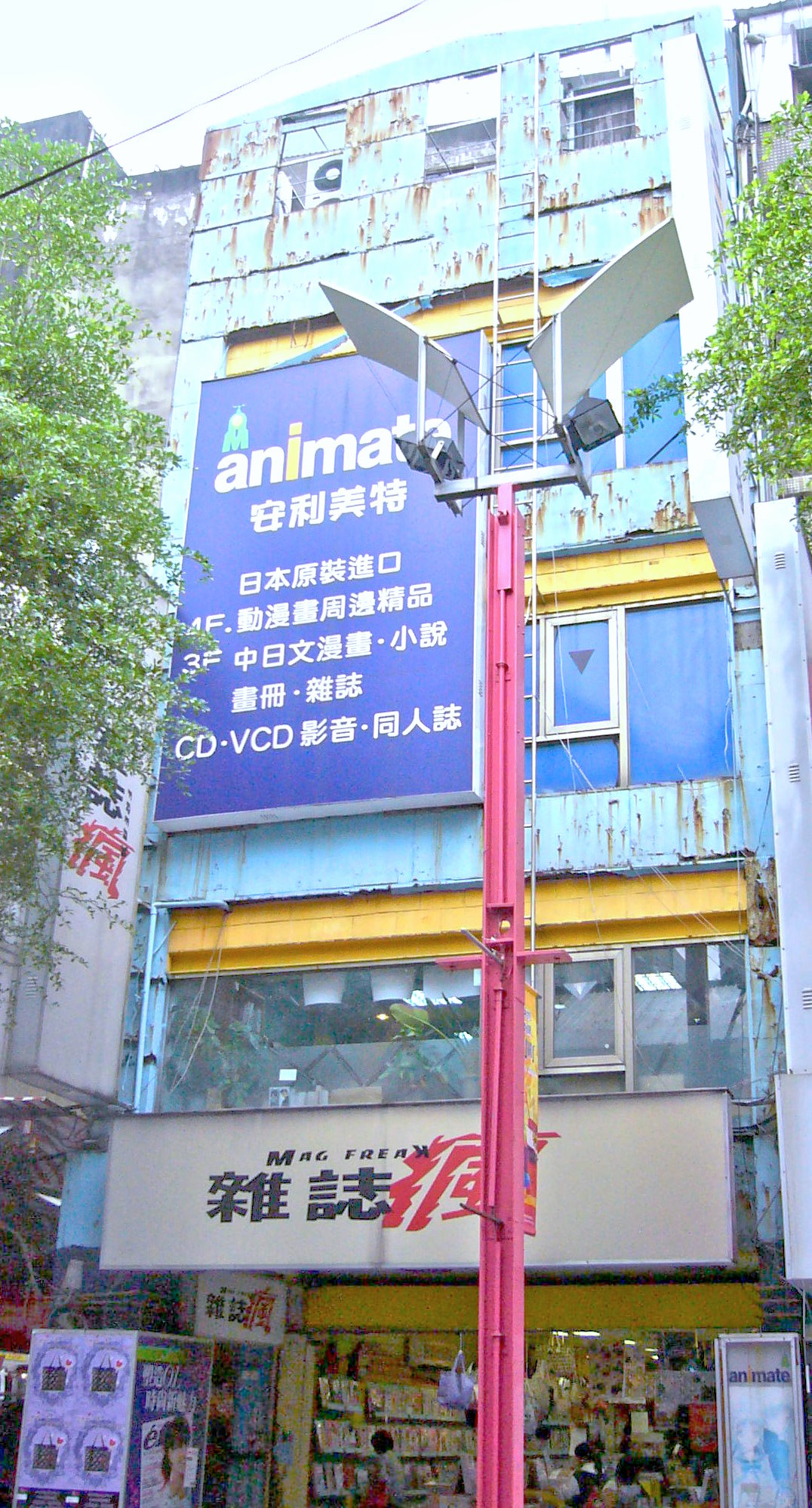
台湾 台北西門店（本棟3階と4階、閉店）
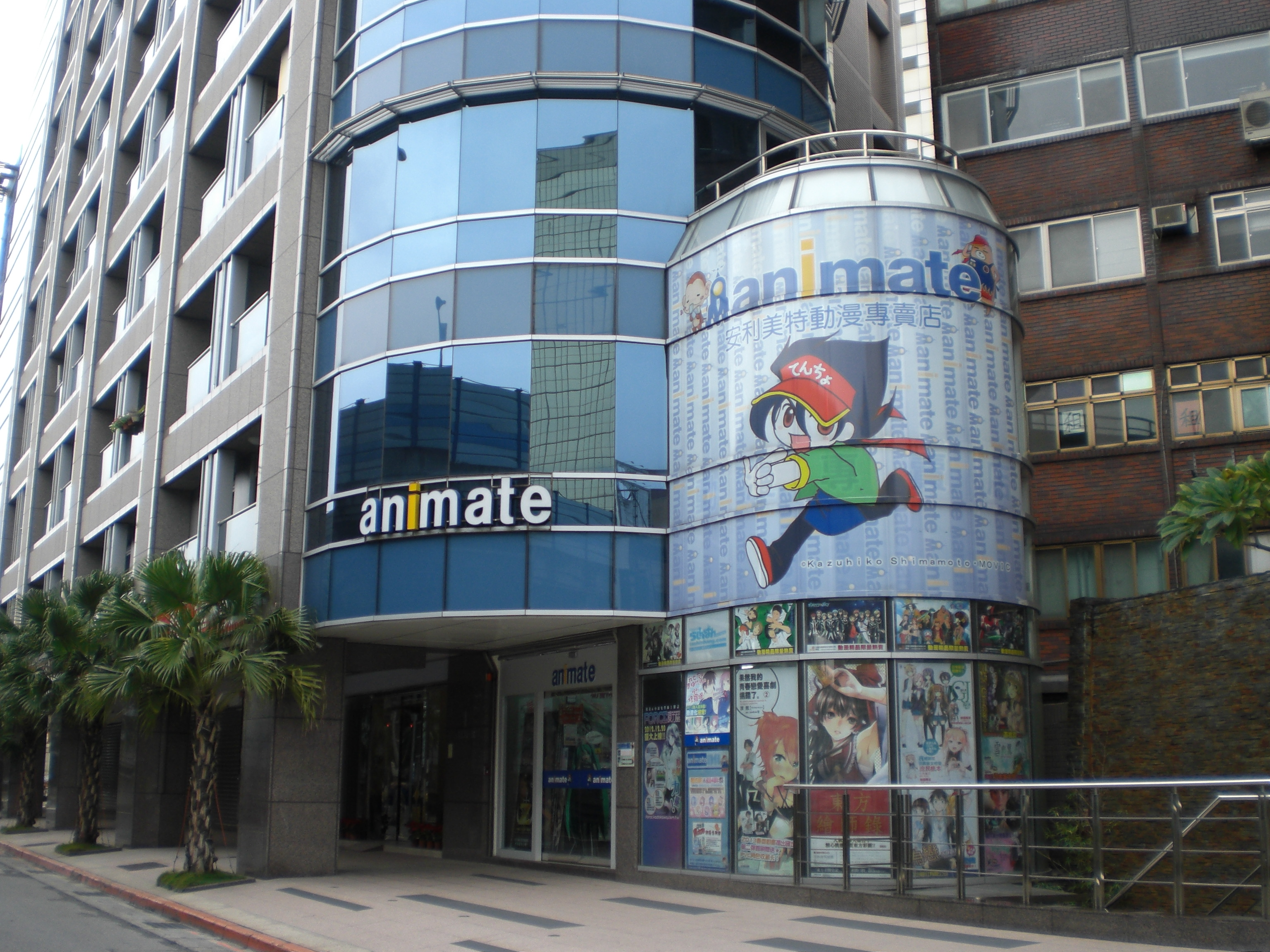
台湾 台北光華店（閉店）
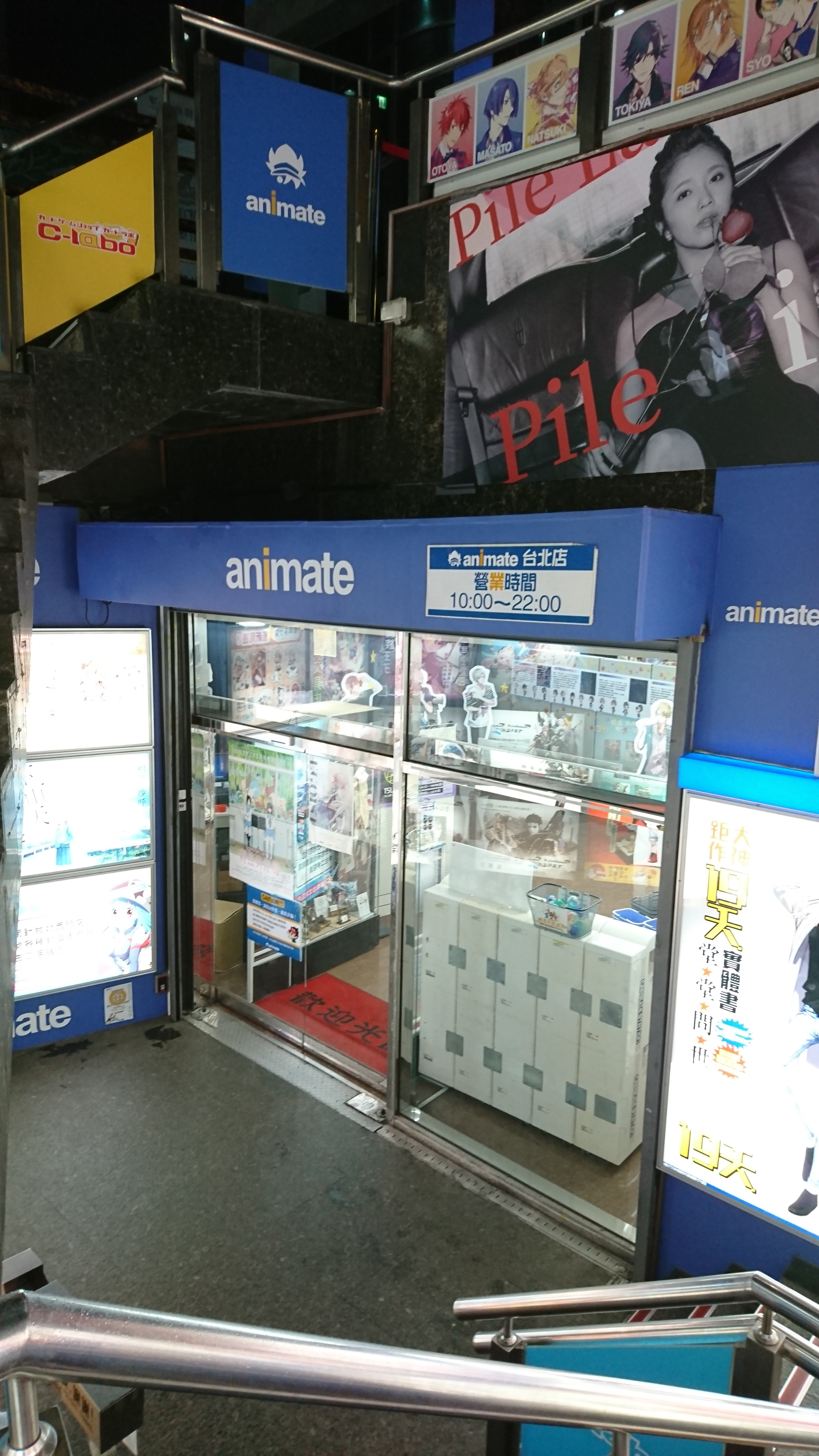
台湾 台北店
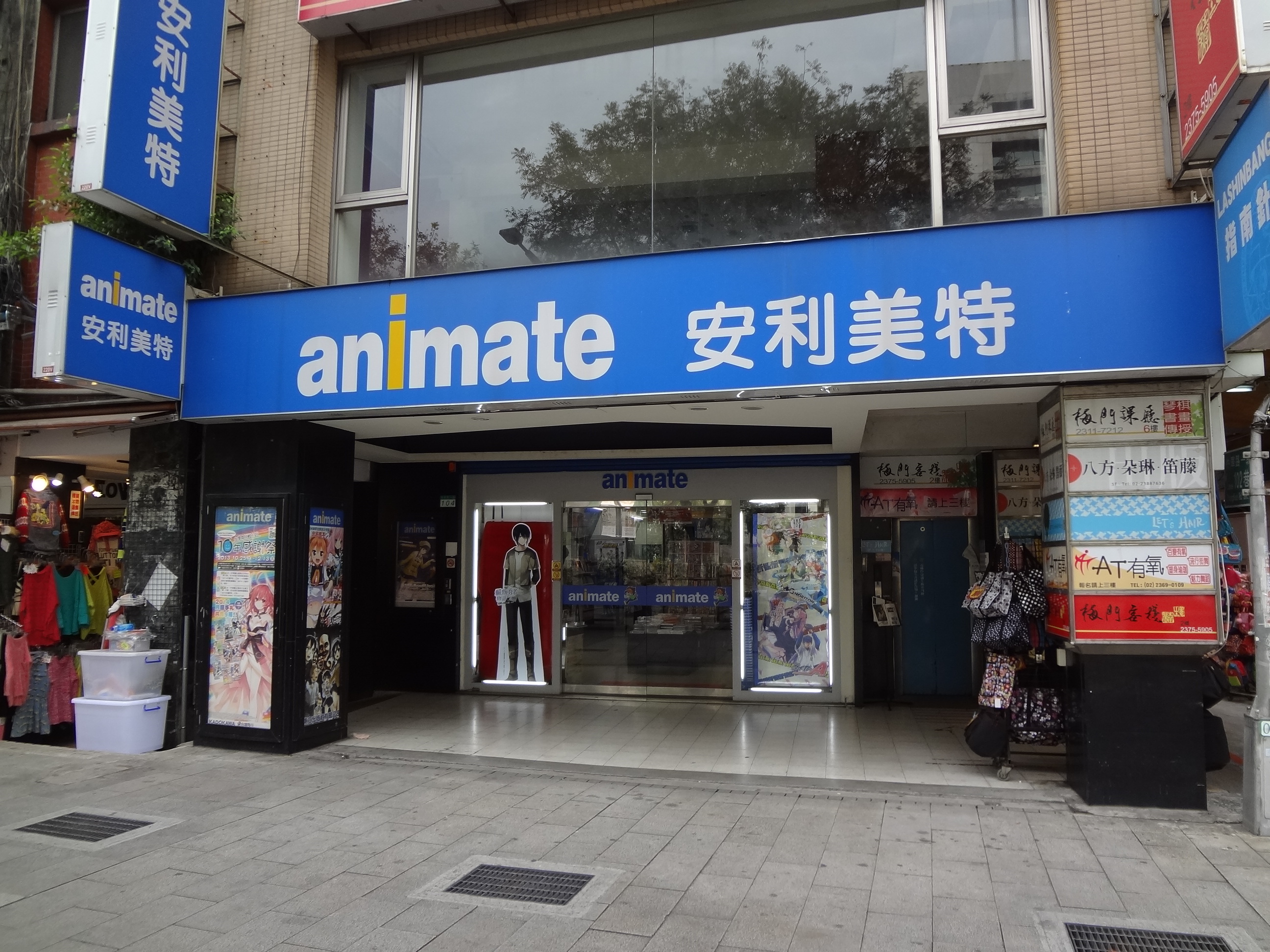
台湾 台北旗艦店（本棟1階と地下1階、閉店）